# Houillères de Montchanin

Localisation du gisement sur la carte des bassins houillers français.

Les houillères de Montchanin sont des charbonnages exploités entre les années 1820 et 1913 sur le territoire de la commune de Montchanin et quelques communes avoisinantes, en Saône-et-Loire, dans le centre-est de la France.
Deux concessions (Montchanin et Longpendu) sont accordées avant d'être fusionnées en 1866 puis acquise par la compagnie Schneider et Cie en 1869. L'exploitation de Montchanin connait deux périodes de prospérité (1849-1864 et 1875-1885), avant que l'extraction ne décline pour s'effondrer au début du XXe siècle. La production totale du gisement, qui appartient au bassin houiller de Blanzy, s'élève à 7 millions de tonnes.
Plusieurs vestiges subsistent au début du XXIe siècle tels que des terrils, des puits partiellement ouverts, des cheminées d'aérage et des ruines de bâtiments miniers.

## Localisation
- Concessions
- Indices de houille
- Limites de concessions
- Limites départementales

Le bassin minier de Montchanin et Longpendu est un prolongement du bassin minier de Blanzy situé sur les territoires des communes de Montchanin, du Breuil, d'Écuisses, de Saint-Eusèbe et de Torcy, dans le centre du département de Saône-et-Loire, en région de Bourgogne-Franche-Comté, dans le Grand Est français.
La zone exploitée des deux concessions de Longpendu et Montchanin couvrent une surface totale de 25 km2.
Au total, sept secteurs son exploités : le Bois des fauches, la Motte et la Marquise au nord-est ; le Parc avril, le Quétel-Les Ecrasées et la gare-Ravarde au centre ; les Mésarmes et le secteur Wilson au sud-ouest.

Les secteurs miniers exploités par les deux concessions de Montchanin et Longpendu :
1. les Mésarmes ;
2. Wilson ;
3. le Parc avril ;
4. le Quétel et les Ecrasées ;
5. la gare-Ravarde ;
6. la Marquise ;
7. le Bois des fauches et le bois de la Motte.
Zones exploitées
Agglomération de Montchanin
Plan d'eau
- Limites de concessions
- Limites communales

## Géologie

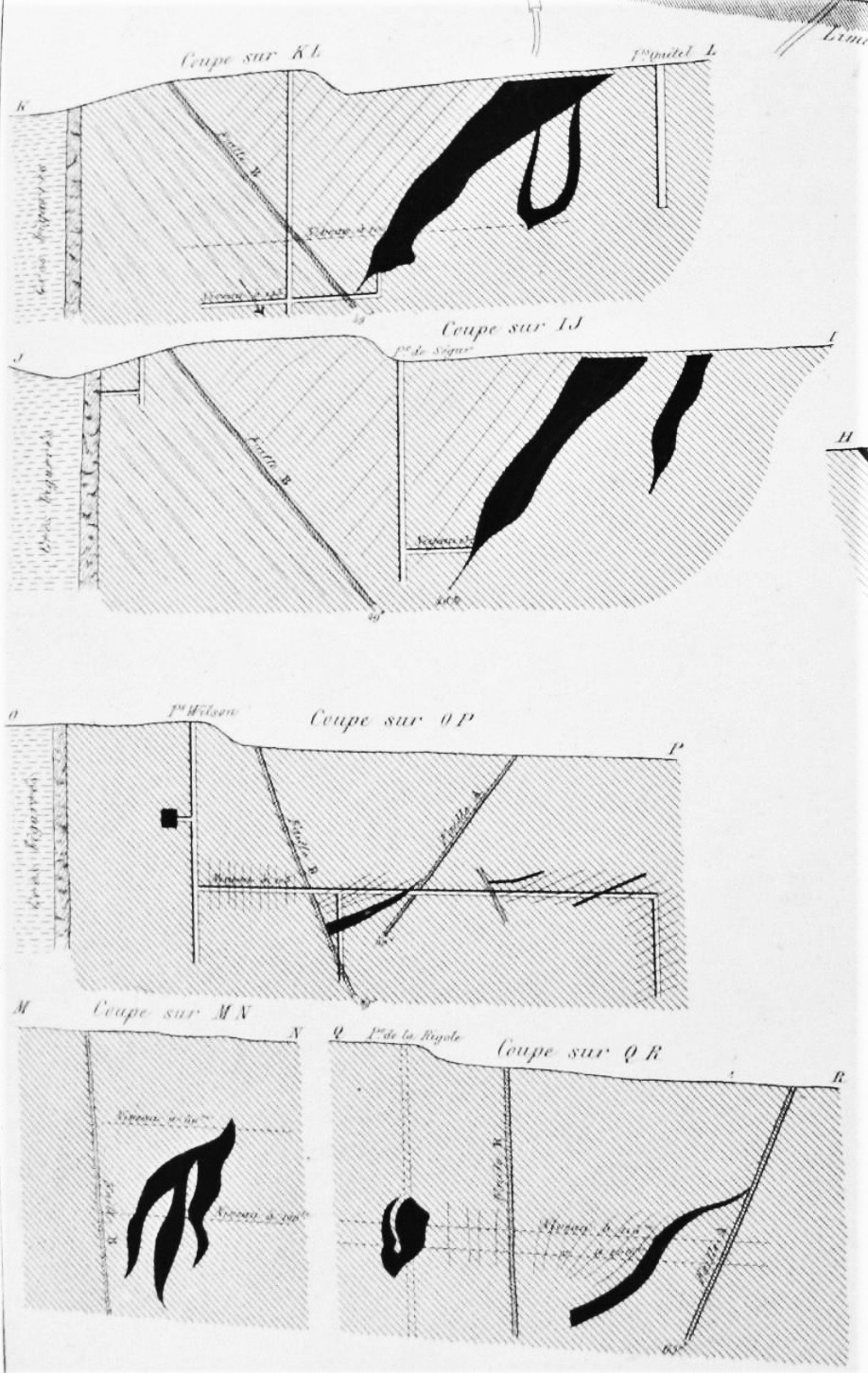
Coupe géologique de la concession de Montchanin.

Les houillères de Montchanin exploitent une partie du long bassin houiller de Blanzy-Le Creusot dont il constitue le flanc est. Le bassin s'est formé au Stéphanien (entre −307 et −299 millions d'années, Carbonifère inférieur) dans un fossé du terrain granitique qui a permis l'accumulation de débris végétaux, recouvert par des sédiments du Permien. Les couches sont fortement faillées, elles suivent une orientation nord-est – sud-ouest. Le pendage varie constamment mais il suit une pente moyenne de 40 à 45° vers le nord.
La perturbation des couches à Montchanin forme des amas dont l'importance et la pente varie. Le plus important de la concession mesure 60 mètres d'épaisseur et 600 mètres de long. La concession de Longpendu est située à l'extrémité est du gisement et les sept couches y sont plus minces (1 à 3 mètres pour les six couches exploitées), éloignées les unes des autres et faillées.

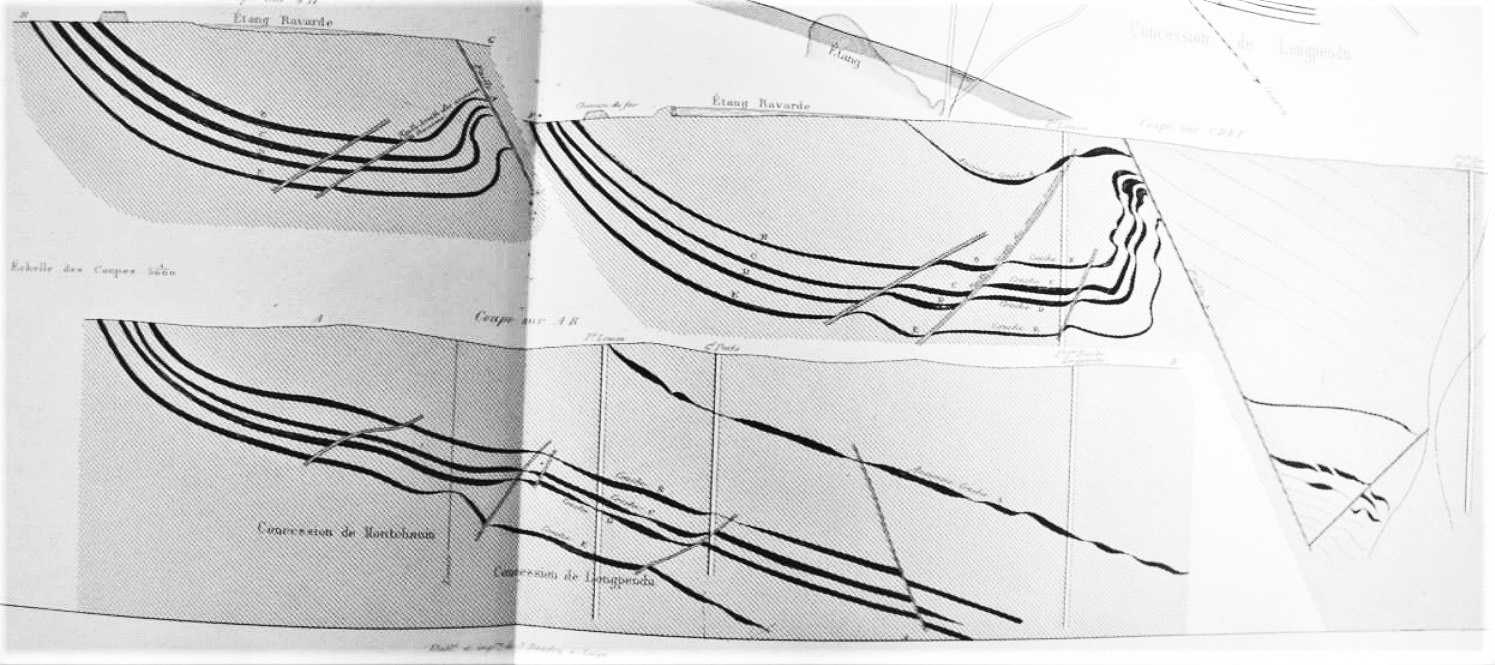
Coupe géologique de la concession de Longpendu.

## Histoire

### Concession de Montchanin

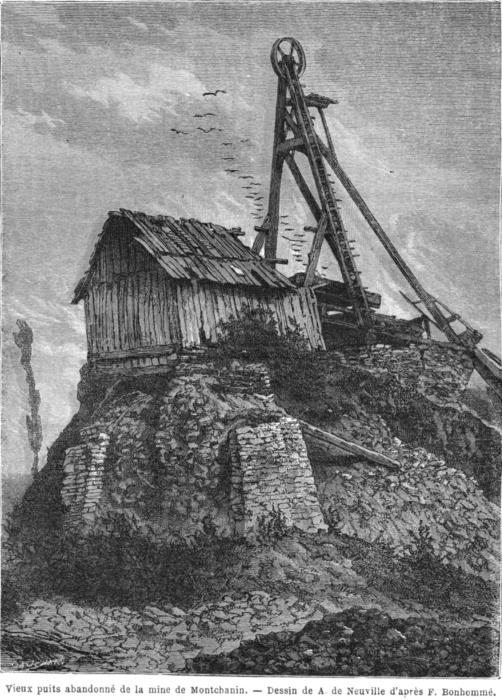
L'un des premiers puits de Montchanin à l'abandon.

Les affleurements de houille de Montchanin sont découverts par des bergers en 1792. Découverte confirmée en 1825 lors du creusement d'une rigole navigable entre Torcy et le canal du Centre. L'année même Monsieur Wilson, en association avec la compagnie Manby et Cie (tous deux fondeurs au Creusot), émet auprès du maire de Saint-Eusèbe, une demande d'autorisation de foncer un puits de recherche aux Brosses. Le fonçage du puits Wilson démarre en 1828 à proximité de la rigole navigable sur 93 mètres de profondeur. Le puits Gattoux est creusé à la même période jusqu'à 42 mètres de fond. Simplement boisée, la colonne du puits s'effondre en 1837 avant d'être maçonnée. En 1832, les puits Neuf, de la Machine et des Anglais sont foncés à proximité du puits Wilson. Le premier rencontre le charbon entre 5,5 et 76 mètres de profondeur. Le puits Quétel est creusé en 1833, il permet d'étendre l'exploitation vers le nord-est grâce à la découverte d'une couche de 70 mètres de hauteur et 600 mètres de longueur. Les pompes de l'époque étant insuffisantes, le puits Wilson est régulières noyé, de multiples puits peu importants sont alors creusés au gré des inondations et pour reconnaitre le prolongement des couches.
En 1834, la concession est exploitée par trois puits principaux dont la profondeur n'excède pas 200 mètres : le puits Wilson au sud-ouest, le puits Quétel au centre et le puits de Longpendu au nord-est. En 1838, la concession de Montchanin est séparée de celle du Creusot. La compagnie exploitante devient la Société des houillères de Montchanin. Dé 1847, les puits sont approfondis et les galeries sont systématiquement boisées et remblayées. De nouveaux puits sont foncés : le puits Sainte-Barbe de Montchanin (1853), le puits Wilson no 2 (1855), le puits de La Grille (1856) et le puits de la Rigole (1861).

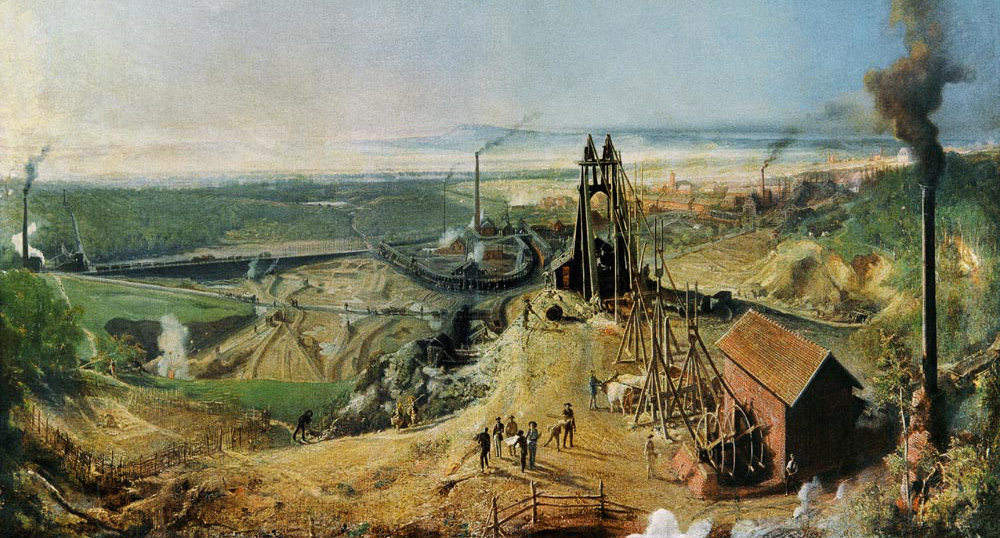
Les puits de Montchanin en 1856.

### Concession de Longpendu
La concession de Longpendu, d'une superficie de 710 ha est accordée par ordonnance royale en 1832 à Madame de Montaigu. En 1838, les premiers travaux sont dirigées par la société civile créée par la Marquise de Montaigu et Messieurs Berger, de Chatelus, Giroux et Gros. Les premiers puits foncés sont le puits Voisottes, le puits du Chêne Fredin, le puits de la descenderie et le puits de l'Étang. Le puits Baptiste permet l'ouverture quelque travaux à la limite de la concession du Creusot mais est rapidement abandonné. Deux puits jumeaux baptisés Marie et Louise sont creusés en 1834. En raison d'une forte arrivée d'eau, le fonçage est suspendu pour permettre le muraillement des colonnes de puits. Une fois achevés ces deux puits permettent une forte augmentation de la production. Le Grand Puits est foncé après 1840 pour seconder les puits jumeaux, les travaux démarrent aux étages 50 et 60. Le puits Sainte-Barbe de Longpendu complète le dispositif extractif en 1853, après avoir été foncé et maçonné. En 1855 la concession est reprise par Monsieur Mangini qui approfondit le puits Louise jusqu'à 198 mètres pour suivre les couches qui s'enfoncent.

### Réunion des concessions
Les deux concessions fusionnent par arrêté en 1866. La concession de Montchanin et le amas Quétel montrent des signes d'épuisement. Le directeur Charles Avril profite de la réunion des concessions pour relancer l'activité à Longpendu, en relançant à la fois l'extraction et les campagnes de recherche qui s'avèrent fructueuses.
En 1869, la compagnie Schneider et Cie fait l'acquisition des concessions et lancent de nouveaux travaux : fonçage du puits des Mésarmes au sud-ouest du puits Wilson, fonçage du puits Saint-Vincent (terminé en 1875) et relance du puits du Bois. À Longpendu l'étang Ravarde est asséchés pour permettre aux travaux miniers de s'étendre vers la gare PLM et le puits Saint-Martin. Les travaux s'étendent suivant une direction nord-est jusqu'à la zone des Dressants, où les couches de houille sont redressées par des failles.

Les principaux puits de la seconde moitié du XIXe siècle.
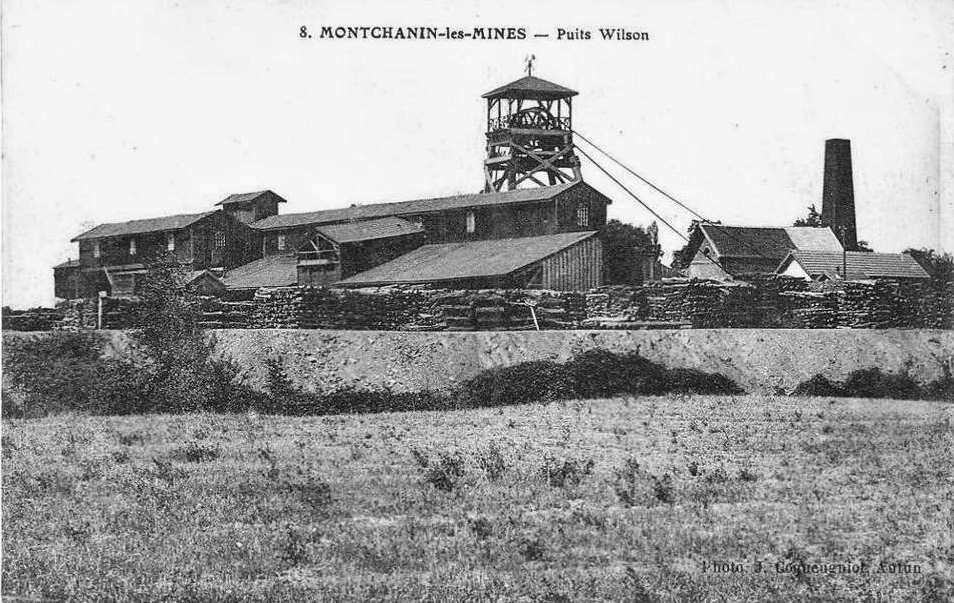
Le puits Wilson.
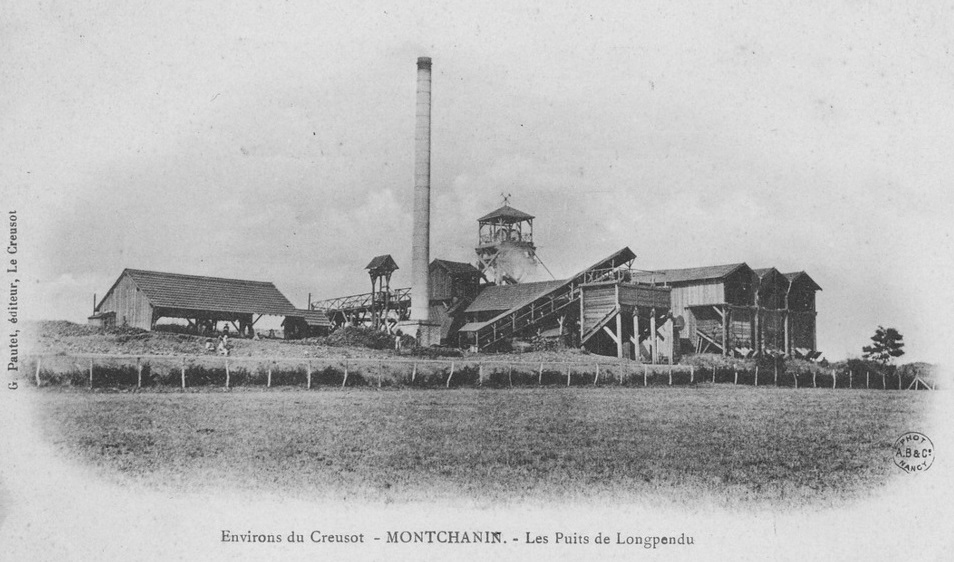
Le puits de Longpendu.
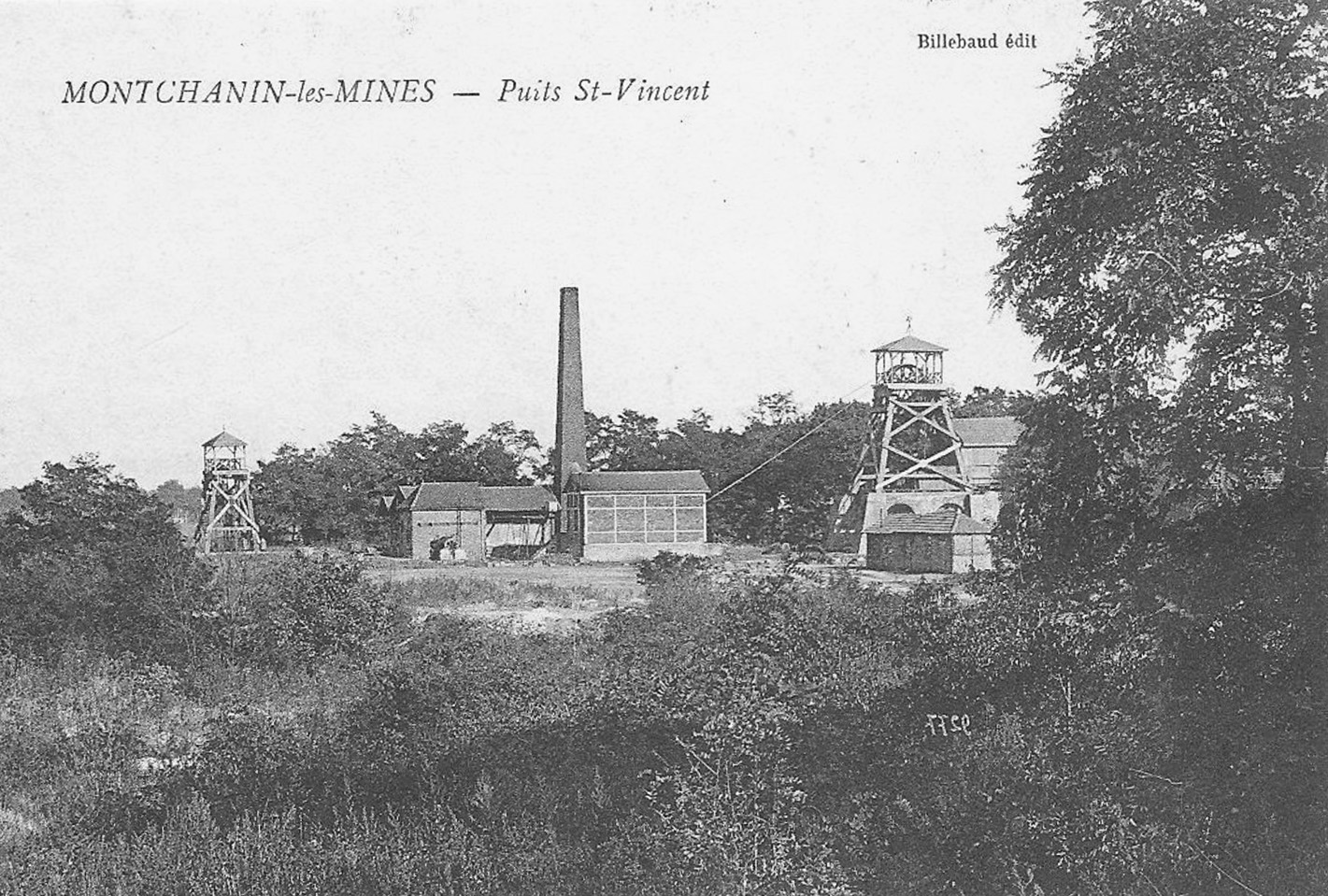
Le puits Saint-Vincent.

De nouvelles campagnes de recherches sont lancées en 1879 alors que l'extraction arrive dans ses quelques années d'apogée. Une couche de houille est identifiée en 1893 à 27 mètres de profondeur à la limite de la concession des Fauches, au nord-est de Longpendu, plusieurs puits de recherche sont alors creusés : le puits de Montaigu et le puits des Fauches. Finalement les résultats sont décevant et la zone abandonnée. Au même moment, deux secteurs de la concession de Montchanin sont exploités : Wilson-Soret-Mésarmes et Quétel-Saint-Vincent,.
La production ne cesse de décroitre pour atteindre une moyenne de 50 000 tonnes annuels vers 1907-1908. La compagnie du Creusot décide de relancer la production avec de nouveaux travaux. L'amas Quétel étant épuisé, l'activité s'oriente vers Longpendu : le Grand puits et le puits Sainte-barbe de Montchanin serve à l'extraction, la colonne du puits Louise est trop abimé, il sert donc à l'aérage. Le puits Sainte-Barbe de Longpendu est remis en état et équipé pour l'extraction. Mais, ces travaux ont un coût jugé trop élevé, le gisement s'épuise et les perte financières s'accumulent, c'est pourquoi, la mine de Longpendu ferme en septembre 1912 et celle de Montchanin en mai 1913. La compagnie Schneider et Cie tente une dernière campagne de recherches infructueuse pour retrouver des couche exploitable entre 400 et 600 mètres (comme à Blanzy) avant de renouveler sa demande de renonciation de concession en juillet 1914. Renonciation finalement accordée en 1944.

Les derniers puits en 1912.
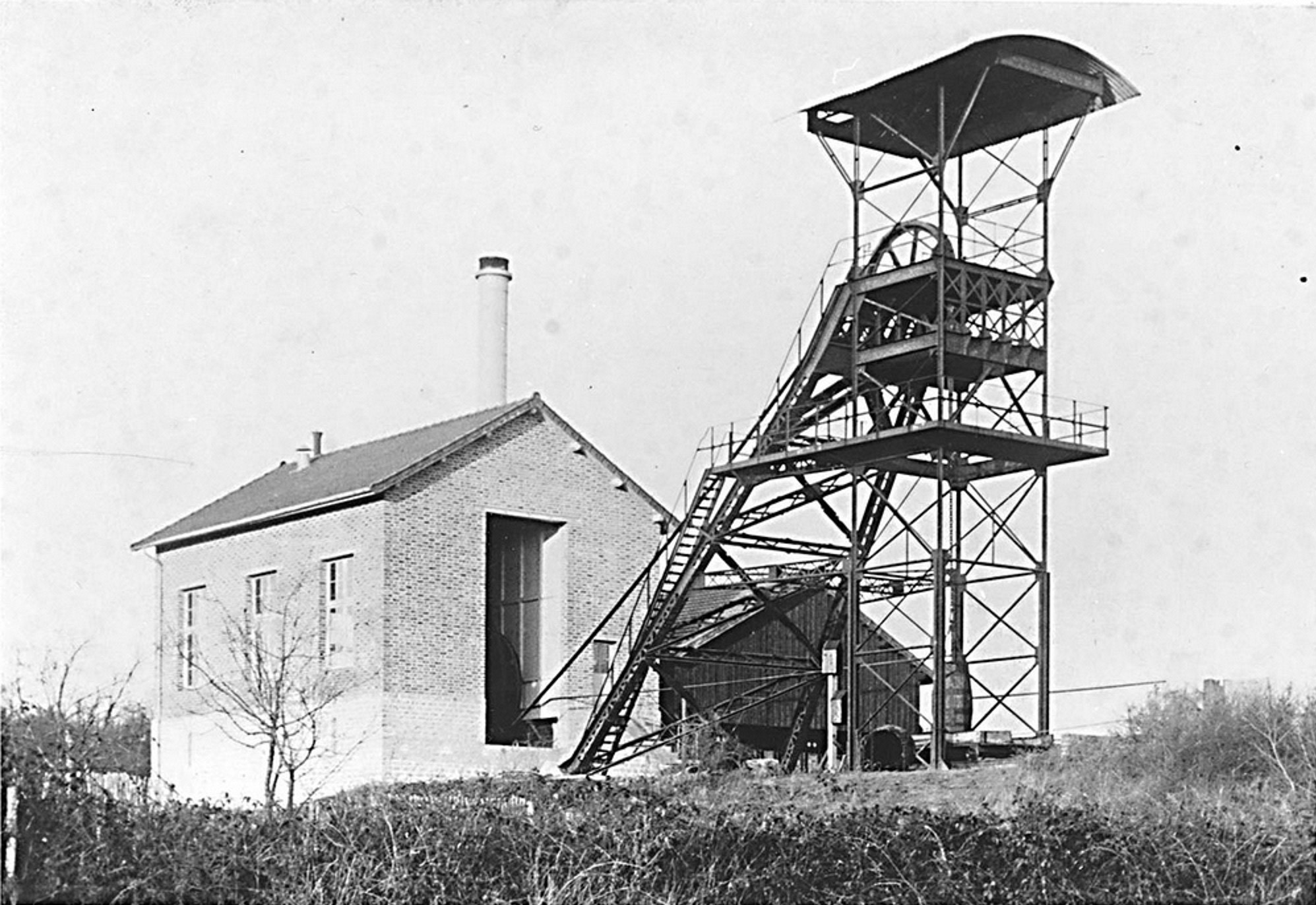
Le puits Sainte-Barbe de Montchanin.
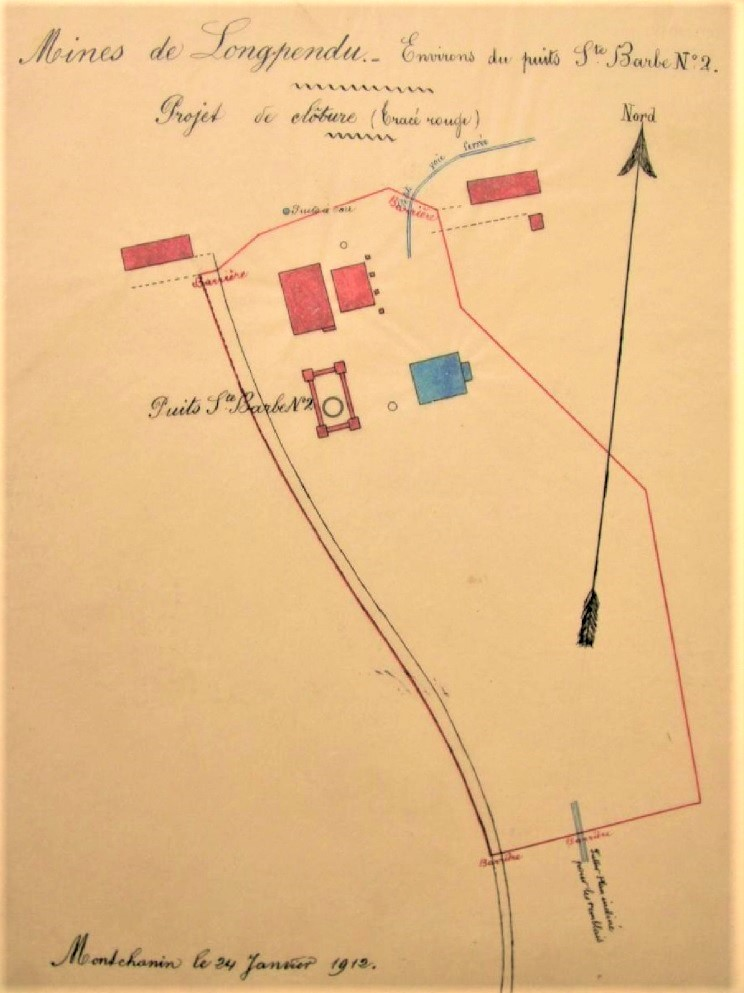
Plan Sainte-Barbe.
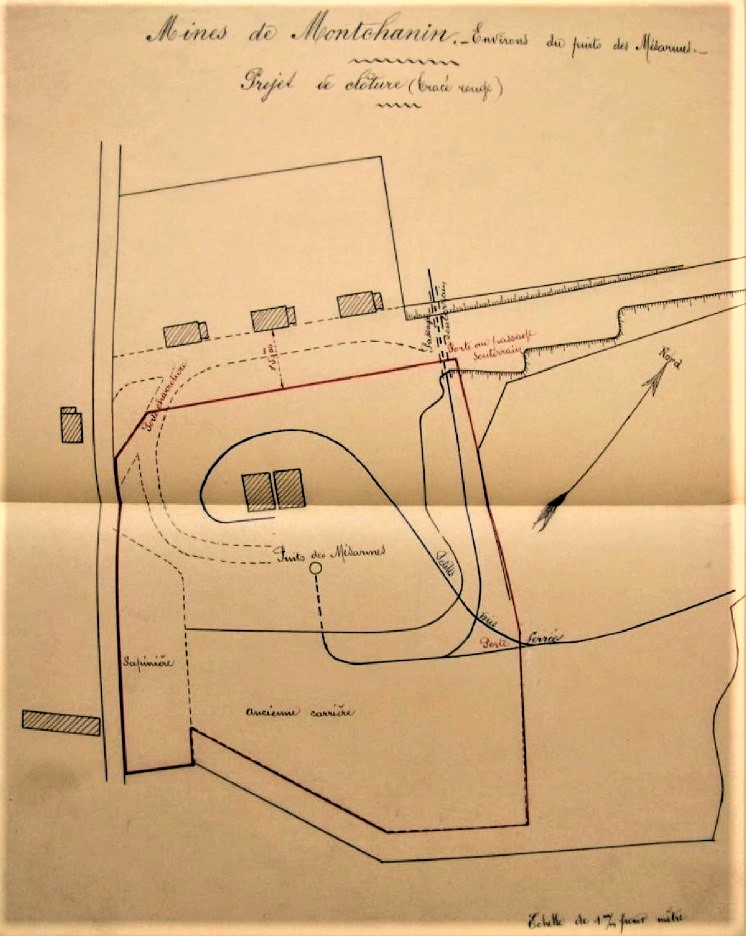
Puits des Mésarmes.
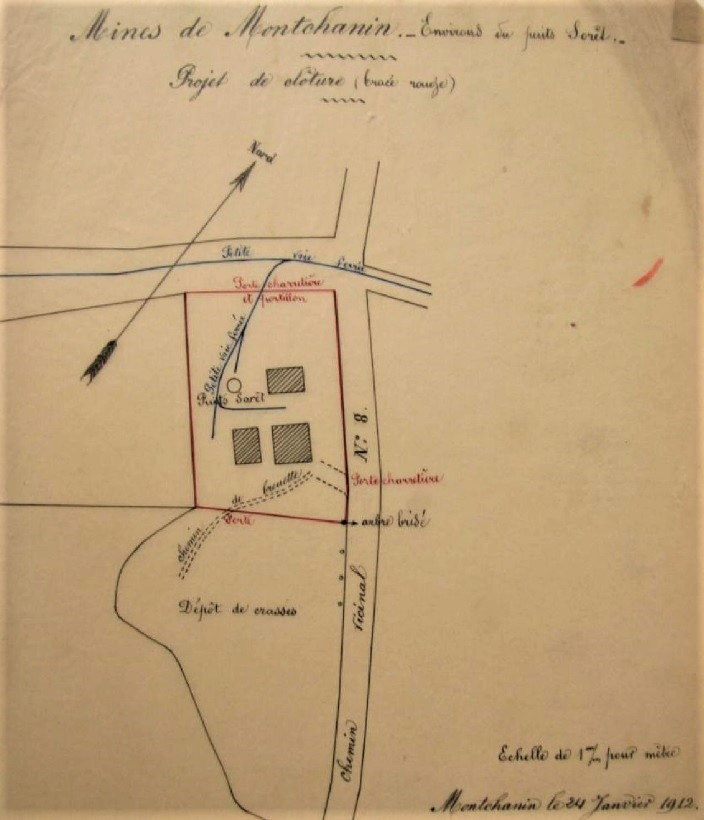
Puits Sôret.

## Travaux

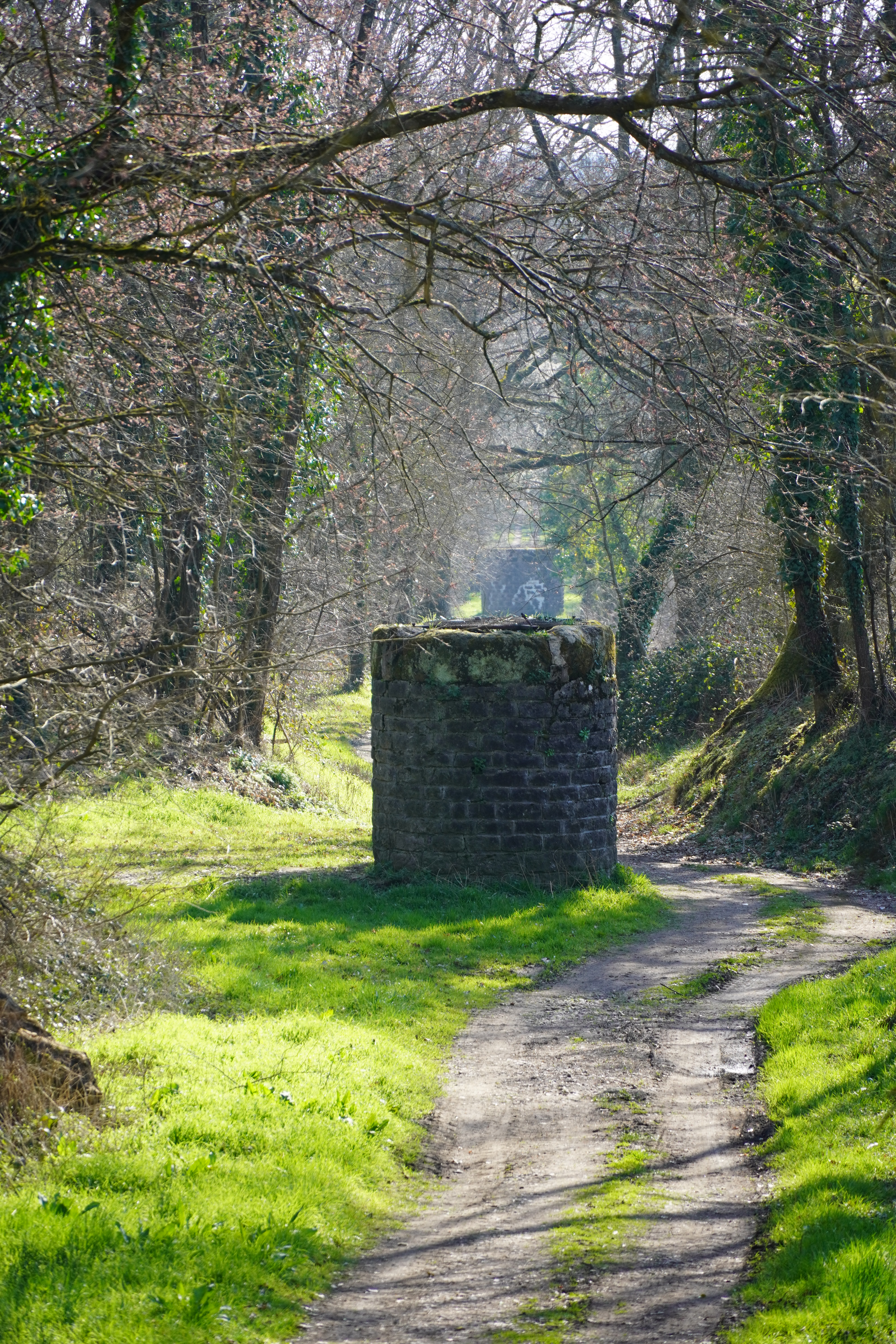
Deux cheminées d'aérage alignées.

Il existe 85 ouvrages miniers recensés pour les deux concessions dont 66 puits de mine et cheminées d'aérage, 15 descenderies et quatre entrées de galeries. La majorité des puits d'extraction et des cheminées d'aérage sont peu profonds (moins de 80 mètres) en revanche les quelques puits principaux (20 % des puits de mine) dépassent systématiquement les 100 mètres de profondeur, le plus profond est le puits Saint-Vincent (720 mètres). Le terrain étant peu pentu, les galeries à flanc de coteau sont rares, un accès vertical ou fortement incliné est obligatoire pour remonter le charbon de la mine.
L'exploitation démarre au sud-ouest du gisement avec le puits Wilson et le puits des Mésarmes pour remonter progressivement vers le nord-est. L'extraction est particulièrement intense au centre de la concession, là où se trouve le amas Quétel (le plus important), exploité de 1833 à 1911. Dans les années 1890, des quartiers dépilés vers 1860 et 1870 sont de nouveau exploités. Dans les années 1900, le amas Quétel ne satisfait plus la demande et l'extraction se redirige vers le sud-ouest, dans un amas situé entre le puits Soret et le puits des Mésarmes. Le manque de moyens techniques pour assurer l'exhaure et l'aérage, cumulé à une méconnaissance du gisement, conduisent les dirigeants à exploiter le charbon à faible profondeur dans les premiers temps de l'activité avant d'approfondir les chantiers progressivement jusqu'à 250 mètres à Montchanin et 380 mètres à Longpendu.
Dans les débuts de l'activité, les amas importants sont exploités par foudroyage par tranches horizontales tandis que les petites couches sont exploitées par des galeries et recoupes. Après le déclenchement de plusieurs feux de mines, les exploitants décident de remblayer immédiatement et systématiquement les travaux terminés au fur et à mesure de l'avancement de l'abattage.

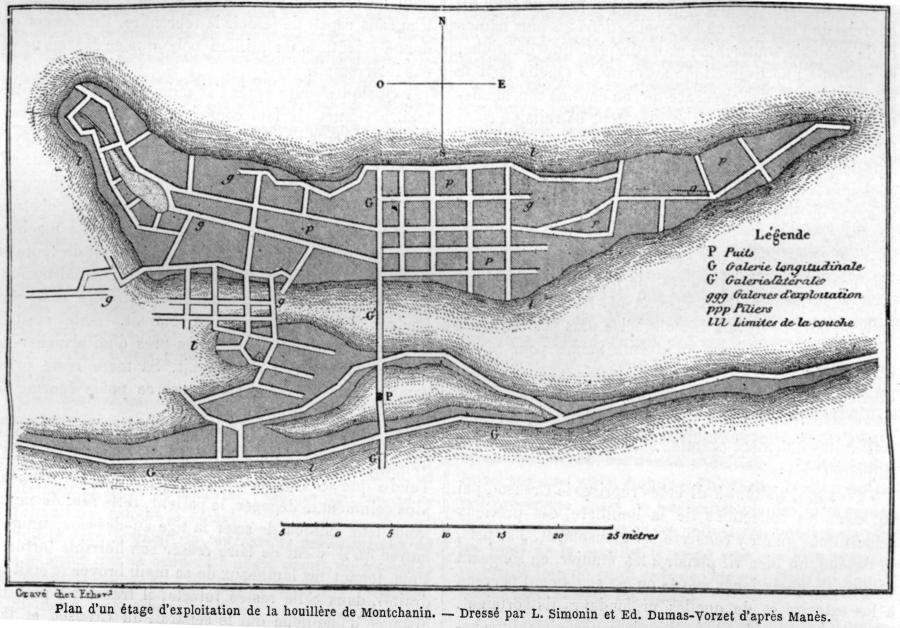
Plan d'un étage d'exploitation de la houillère de Montchanin.

### Puits du Gratoux
Le puits du Gratoux est creusé jusqu'à 42 mètres de profondeur en 1826 après des recherches menées en 1825. Il est repris en 1837 jusqu'à 119 mètres de profondeur et connait un éboulement en décembre 1837.

### Puits de la Machine
En 1834, le puits de la Machine fonctionne avec une machine d'extraction à vapeur de 12 ch. Celle-ci est remise à neuf en 1838, alors que le puits mesure une quarantaine de mètres de profondeur. Une nouvelle chaudière est installée l'année suivante. En 1844, le puits est toujours exploité et mesure environ 80 mètres de profondeur.

### Puits Ségur

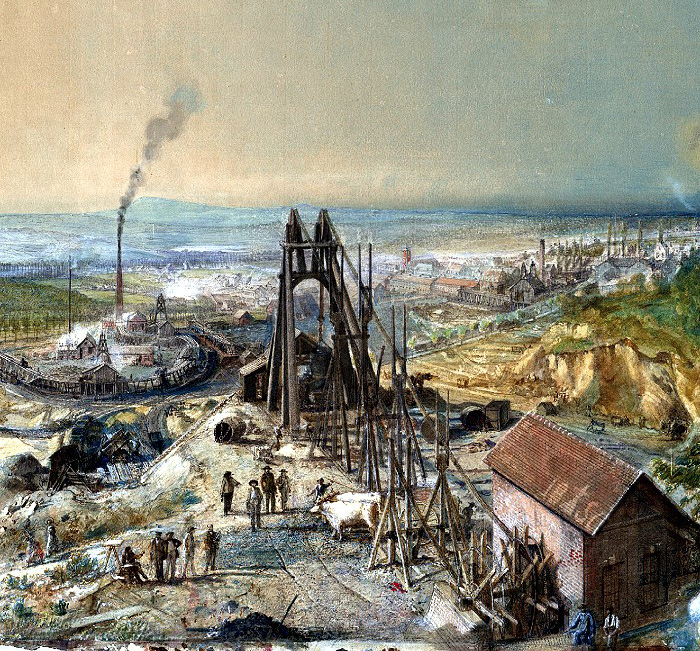
Le puits Ségur.

Le site d'extraction existe avant 1860 et se compose de deux puits : Ségur no 1 (134,7 mètres) et Ségur no 2 (509,85 mètres). En 1894, le site est utilisé pour l'aérage.

### Puits Quétel

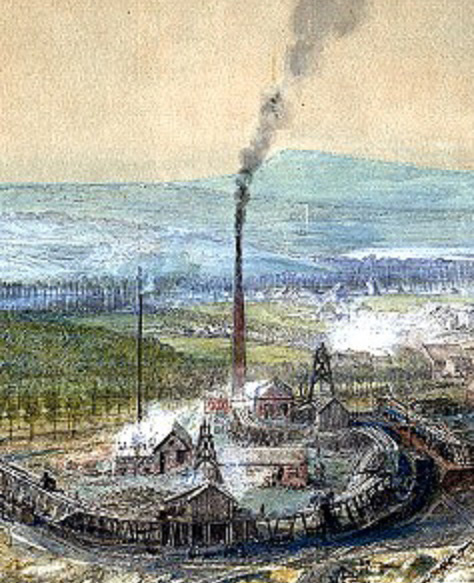
Le puits Quétel et le puits Neuf.

Le puits Quétel est foncé en 1833 comme annexe du puits Neuf. Le siège se compose de deux puits : Quétel no 1 (94,5 mètres) et Quétel no 2 (43 mètres). Maçonné sur toute sa hauteur, il est utilisé à la fois pour l'extraction et l'aérage. En 1847, il est équipé d'une machine à vapeur de 12 ch.
En 1894, il ne sert plus qu'à l'aérage. En janvier 1898, il est équipé d'une machine de 10 ch. En 1909, il remplace le puits Saint-Vincent pour l'exhaure après la rupture des câbles-guides de ce dernier. Mais le puits Quétel subit le même dommage. La démolition des installations est achevée en octobre 1913.

### Puits Neuf
Le puits Neuf est foncé en 1835 ou 1828 jusqu'à 58 mètres de profondeur, il est équipé d'une machine d'extraction à vapeur de 16 ch qui pouvait également servir au puits Quétel. Il sert à l'extraction du charbon et à l'évacuation des stériles dans les années 1830 et 1840.

### Puits du Nord
Le puits Nord est en exploitation dans les années 1840.

### Puits Saint-Vincent

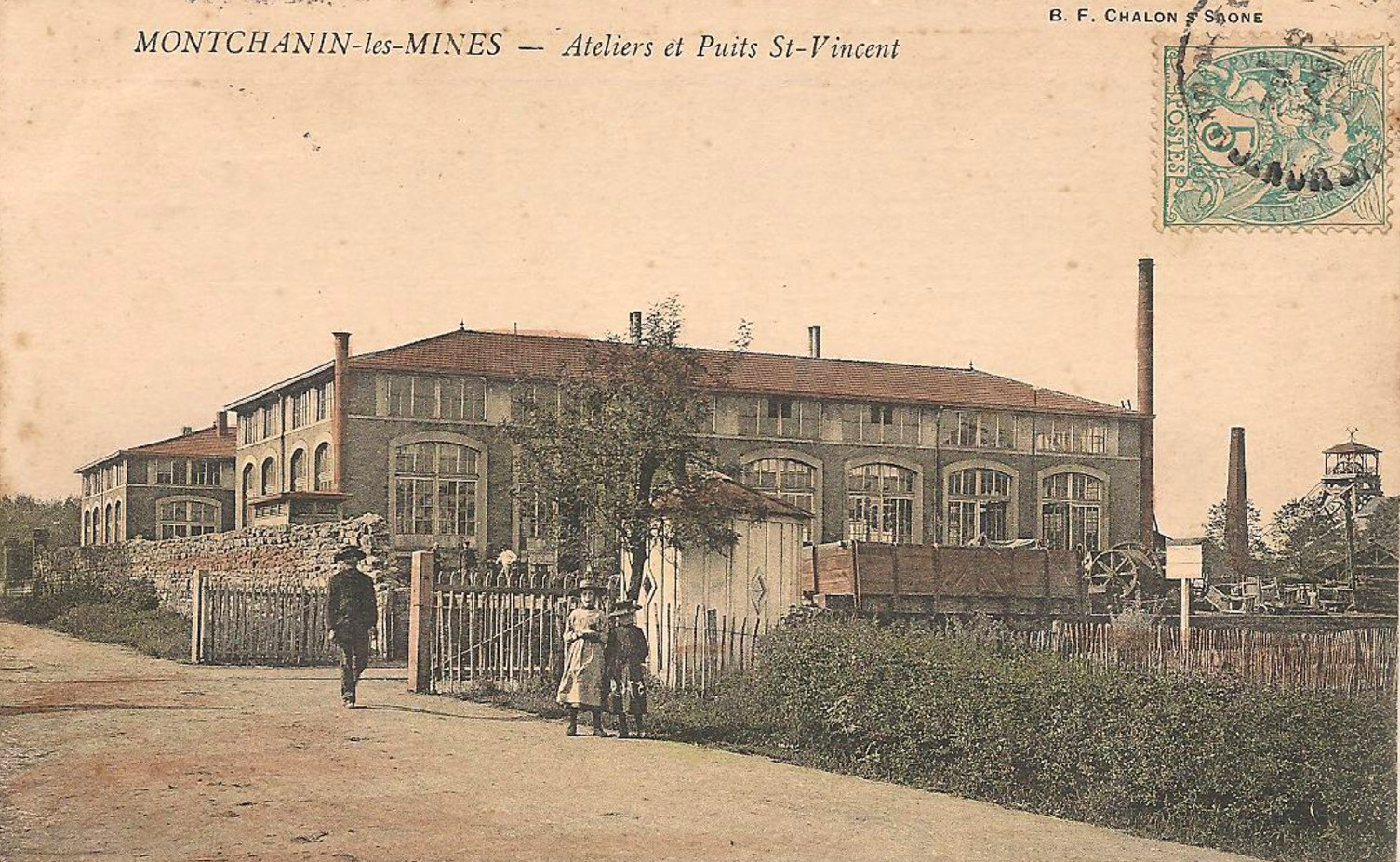
Les ateliers de la mine et le puits Saint-Vincent, derrière, tout à droite.

Le puits Saint-Vincent est foncé en 1875 jusqu'à 709,55 mètres de profondeur. En 1894, il sert à l'extraction et à l'exhaure. Il est équipé d'un lavoir à charbon et d'un criblage. En 1898, il possède une machine d'extraction à vapeur de 40 ch. La rupture des câbles-guides met fin à l'exhaure en 1909. Il est déséquipé et remblayé en 1912. La démolition des installations est achevée en octobre 1913.

### Puits Wilson
Le puits Wilson no 1 est creusé en 1826 ou 1831 jusqu'à 93 mètres de profondeur, il est maçonné. Le bâtiment et la cheminée de la machine à vapeur de 16 ch sont achevés en 1838. Le puits no 1 est par la suite approfondi jusqu'à 230,65 mètres.
Le puits Wilson no 2 (197,30 mètres) est creusé en 1854.
En 1894, il sert à l'extraction et à l'exhaure. Il est équipé d'un lavoir à charbon et d'un criblage. En 1898, il possède une machine de 40 ch, une pompe de 3 chet une forge. La démolition des installations est achevée en octobre 1913.

Le carreau du puits Wilson.
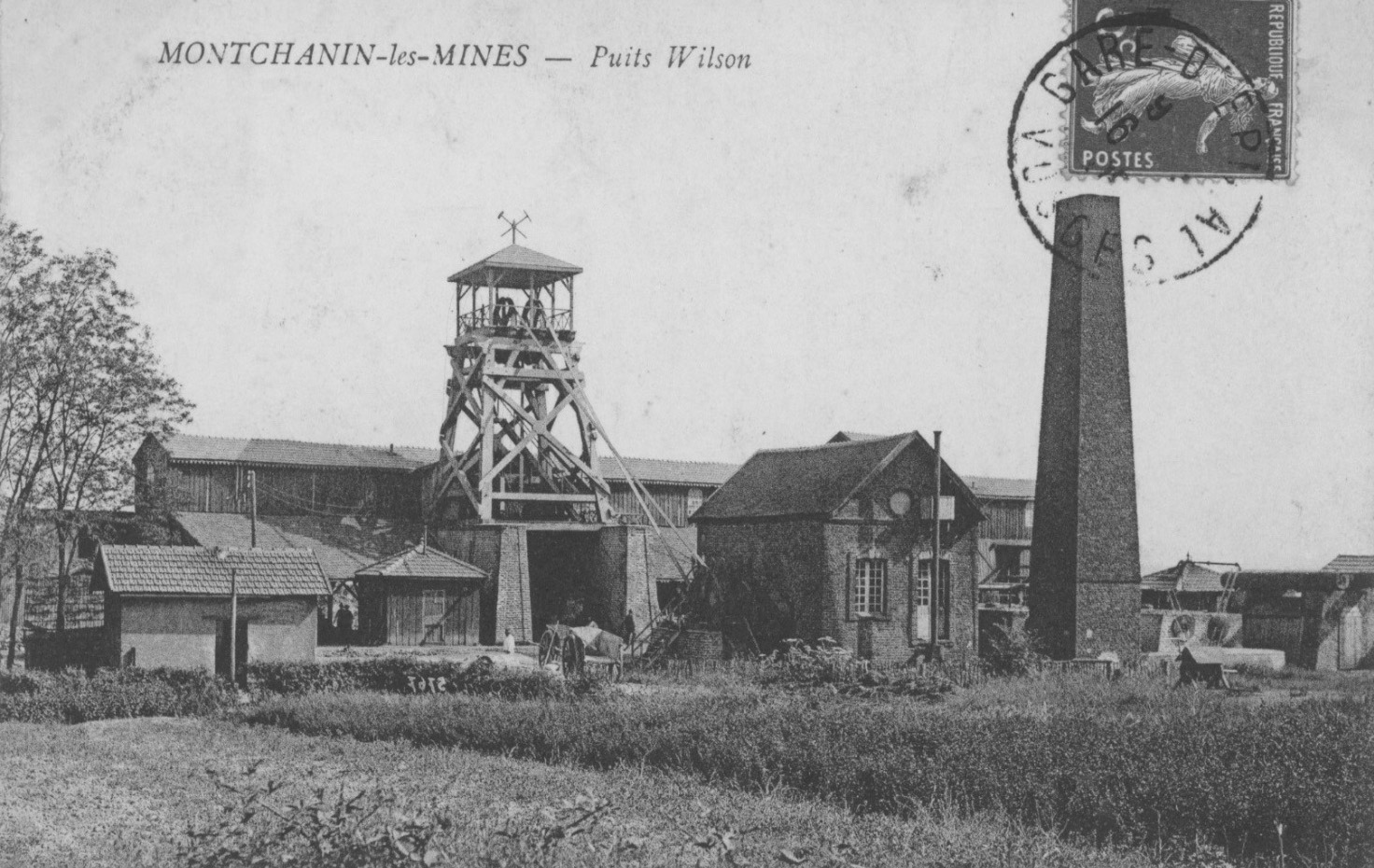
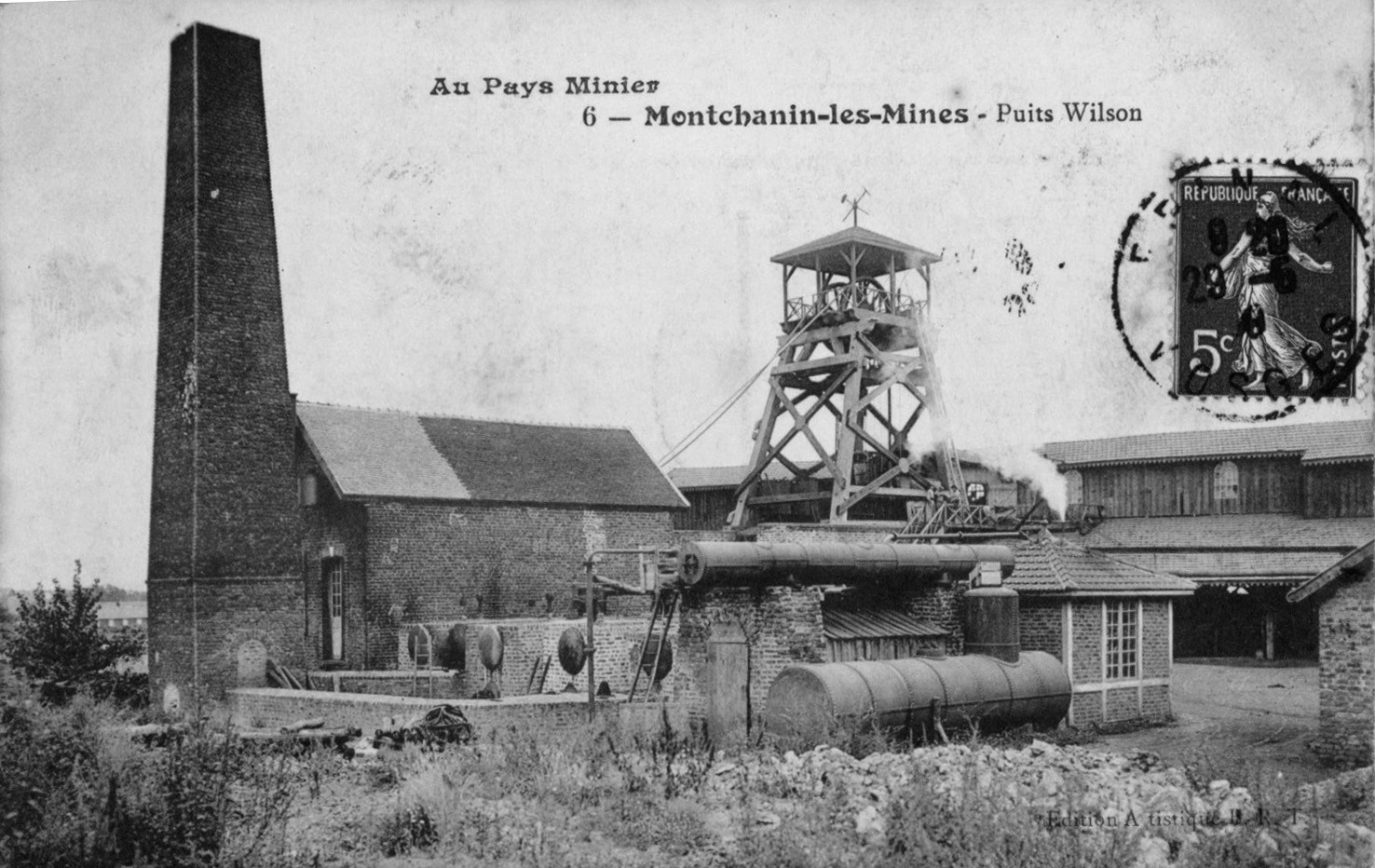

### Puits des Mésarmes
En 1898, le puits des Mésarmes possède une machine d'extraction à vapeur de 40 ch. Des recherches pour relancer l'exploitation sont réalisées en 1908 et 1909. Le puits de 212,15 mètres est jugé en mauvais état et remblayé. La démolition des installations est achevée en octobre 1913.

### Puits Soret
Machine à vapeur de 30 ch.

### Puits Saint-Martin
Le fonçage du puits Saint-Martin débute en 1839, il est interrompu en 1840 à 45 mètres de profondeur. Le creusement reprend en 1843 et s'achève à 80 mètres de fond.

### Puits du Bois

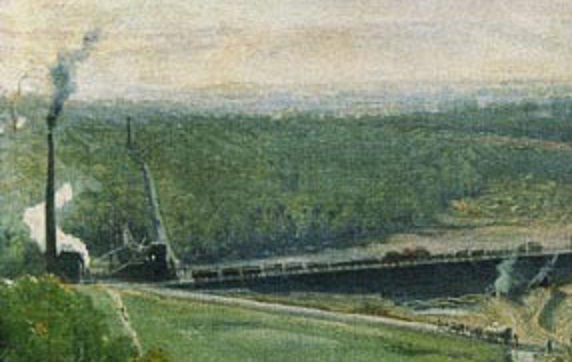
Le puits du Bois.

machine d'extraction à vapeur de 16 ch.

### Puits de la Grille
Le puits de la Rigole et foncé en 1856. Il s'est éboulé en 1908. La démolition des installations est achevée en octobre 1913.

### Puits de la Rigole
Le puits de la Rigole et foncé en 1861 et mesure 184,60 mètres de profondeur.

### Puits de la Ronce
Le puits de la Ronce mesure 43 mètres de profondeur.

### Grand puits / Puits de Longpendu
En 1834, le puits de Longpendu fait partie des trois principaux puits. Le Grand puits est foncé après 1840 pour seconder les puits jumeaux, les travaux démarrent aux étages 50 et 60. Dans les années 1900, il est l'un des principaux puits d'extraction.

Le carreau du puits de Longpendu.
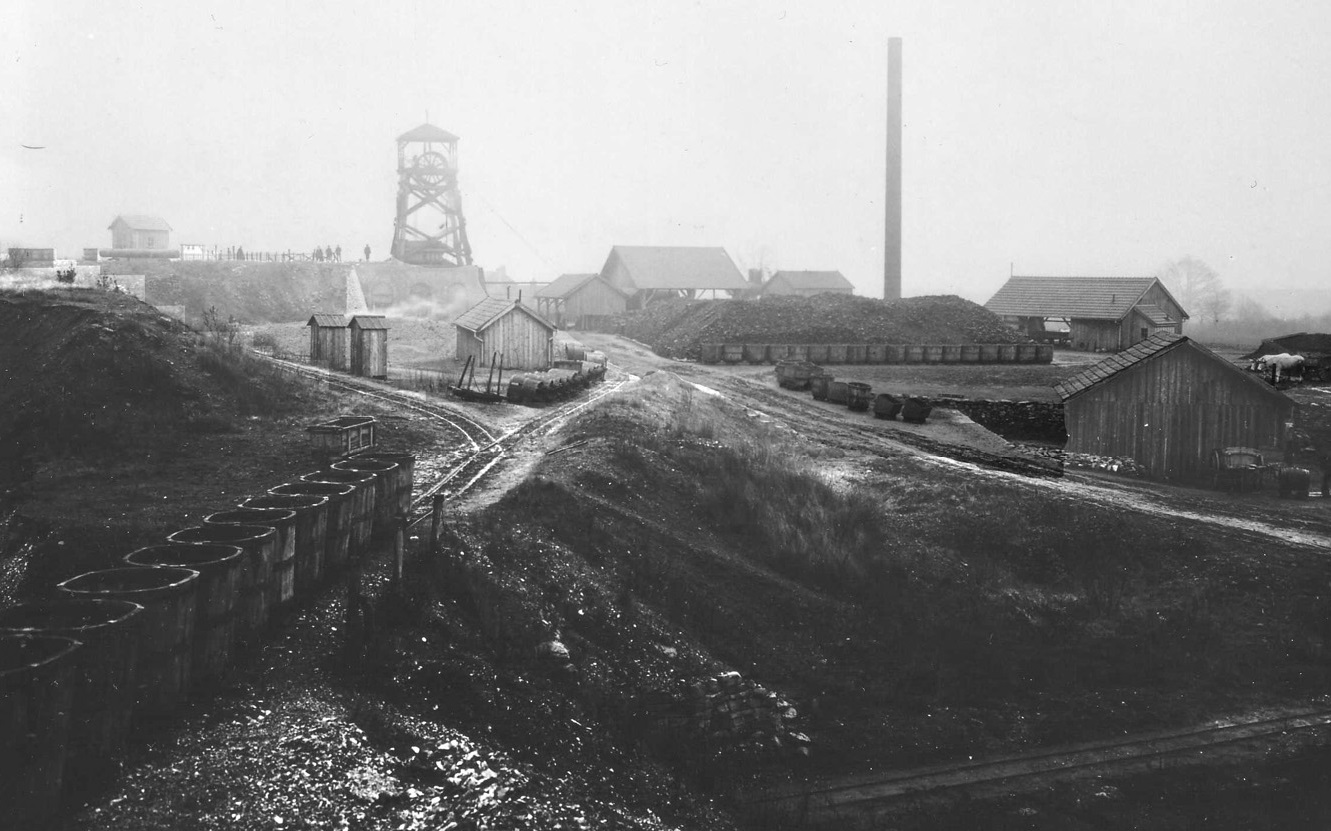
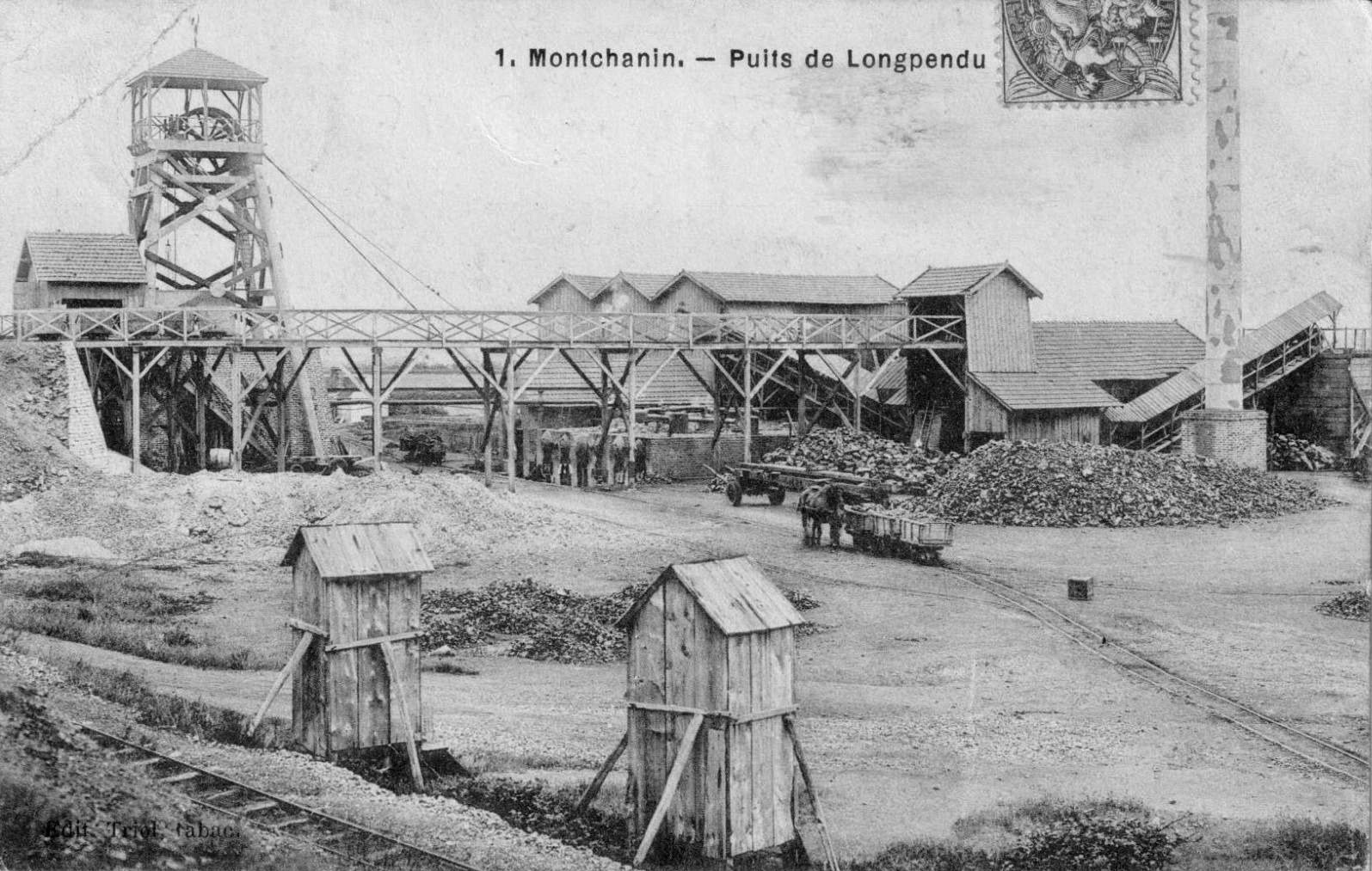
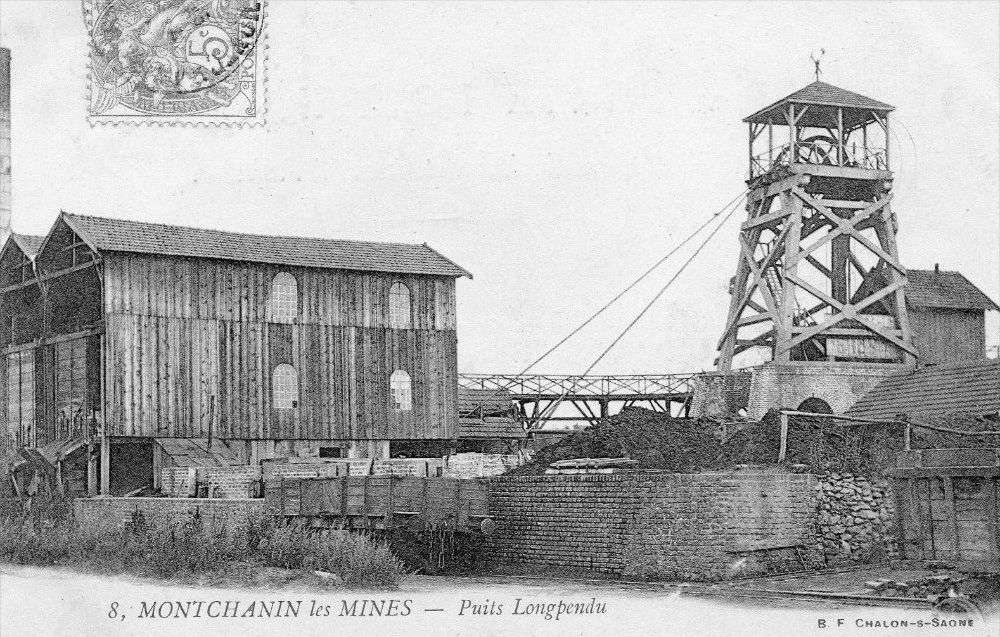

### Puits Sainte-Barbe de Montchanin
Le puits Sainte-Barbe de Montchanin est creusé en 1853. Après une période d'abandon, il est relancé en 1907 et reçoit l'ancienne machine d'extraction du puits Saint-Pierre du Creusot. Un chevalement métallique est construit par les ateliers Schneider de Chalon-sur-Saône. En 1910, des compresseurs sont installés pour l'air comprimé.

### Puits Sainte-Barbe de Longpendu
Le puits Sainte-Barbe de Longpendu est mis en service en 1853, après avoir été foncé et maçonné.

### Puits Jumeaux (Marie et Louise)

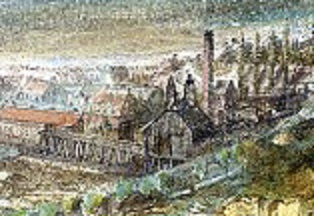
Les puits Jumeaux.

Les deux puits jumeaux baptisés Marie et Louise sont creusés en 1834. En raison d'une forte arrivée d'eau, le fonçage est suspendu pour permettre le muraillement des colonnes de puits. En 1855, Monsieur Mangini fait approfondir le puits Louise jusqu'à 198 mètres pour suivre les couches qui s'enfoncent. Vers 1907-1908, la colonne du puits Louise est trop abimée, il ne sert donc plus qu'à l'aérage.
L'exhaure dans les puits jumeaux atteint 350 hl par jour.

### Puits de Boulogne
Le puits de Boulogne mesure 70 mètres de profondeur.

### Puits Anglais
Le puits Anglais mesure 80 mètres de profondeur.

## Production
La production totale des deux concessions de Montchanin et Longpendu est estimée à 7 millions de tonnes de charbon. La concession de Montchanin connait une période d'apogée entre 1875 et 1885 avant que la production ne décline progressivement, elle a exploité au total environ 4 millions de tonnes dont 3 millions issues du amas Quétel. La prospérité de la concession de Longpendu est plus ancienne (1849-1864).
|                                                   | Avant 1870 | 1870-1875 | 1875-1880 | 1880-1885 | 1885-1890 | 1890-1895 | 1895-1900 | 1900-1905 | 1905-1911 |
| ------------------------------------------------- | ---------- | --------- | --------- | --------- | --------- | --------- | --------- | --------- | --------- |
| Production annuelle moyenne en milliers de tonnes | NC         | 114,9     | 147,4     | 143       | 103       | 87        | 82        | 61        | 52        |

|                                                   | 1839-1849 | 1849-1864 | 1866 | 1868 |
| ------------------------------------------------- | --------- | --------- | ---- | ---- |
| Production annuelle moyenne en milliers de tonnes | 120       | 380       | 10   | 25   |

## Autres activités
La compagnie de Montchanin a diversifié son activité dans des outils de production consommateurs ou transformateur de charbon tels que des fours à chaux en 1857, une scierie à vapeur en 1861, une usine à agglomérer les briquettes et un lavoir à charbon entre 1860 et 1864.

## Aspects sociaux
Des logements ouvriers sont spécialement construits par la compagnie pour les mineurs et leurs familles dès 1837. Deux ans plus tard, une école est édifiée et une caisse d'épargne et de secours est créée. En 1847, s'achèvent la construction de l'église, du presbytère et l'agrandissement de l'école. Le château Avril, logement de fonction des directeurs, est édifié en 1858. La cité ouvrière des Pisés est construite en 1861.

## Catastrophes et accidents

### Éboulement
La méthode d'exploitation par foudroyage est particulièrement dangereuse et responsable de plusieurs accidents individuels. Un mineur trouve la mort pour 70 000 tonnes extraites. Le passage au remblayage systématique permet une réduction à un mort pour 155 000 tonnes extraites.

### Gaz et feu
Les houillères de Montchanin sont particulièrement grisouteuses. Des effondrements de toit ont entrainés des feux souterrains. Avant 1850, des incendies se déclenchent à différents endroits, dans les anciens travaux. Un incendie à temporairement mis fin à l'exploitation de Longpendu. Il arrive que les fumées émanant de ces incendies perturbent fortement les travaux de chantiers voisins. La méthode du remblayage des travaux permet de fortement réduire la fréquence de ces incendies. En 1894, l'aérage est suffisamment efficace pour que le grisou devienne rare à Montchanin et inexistant à Longpendu.

### Inondations
Montchanin est cerné par des étangs, des lacs et des canaux. Les concessionnaires sont confrontés aux infiltrations d'eau tout au long de la période d'activité. La plupart de puits sont rapidement noyés lors de leur fonçage (Mésarmes, Wilson, Sainte-Barbe de Longpendu). Les puits Marie et Louise sont abadonnés en raison de fortes arrivée d'eau, ils doivent être muraillés sur toute leur hauteur pour reprendre l'extraction. l'exhaure dans ces deux puits jumeaux atteint 350 hl par jour.

## Vestiges
Au début du XXIe siècle, la plupart des puits sont remblayés et ne sont plus visibles mais plusieurs vestiges subsistent tels que des terrils. Plusieurs puits sont tassés comme le puits de la Grille qui forme un entonnoir ou les puits Montaigu no 1, des Mésarmes et Sainte-Barbe de Montchanin qui laissent apparaître leur cuvelage en brique sur plusieurs mètres. Les puits Soret et Lazare sont fermés par de fines dalles en béton, le premier est remblayé mais pas le second qui est juste noyé. Il subsiste également des cheminées d'aérage et des ruines de bâtiments miniers (Sainte-Barbe de Montchanin),.

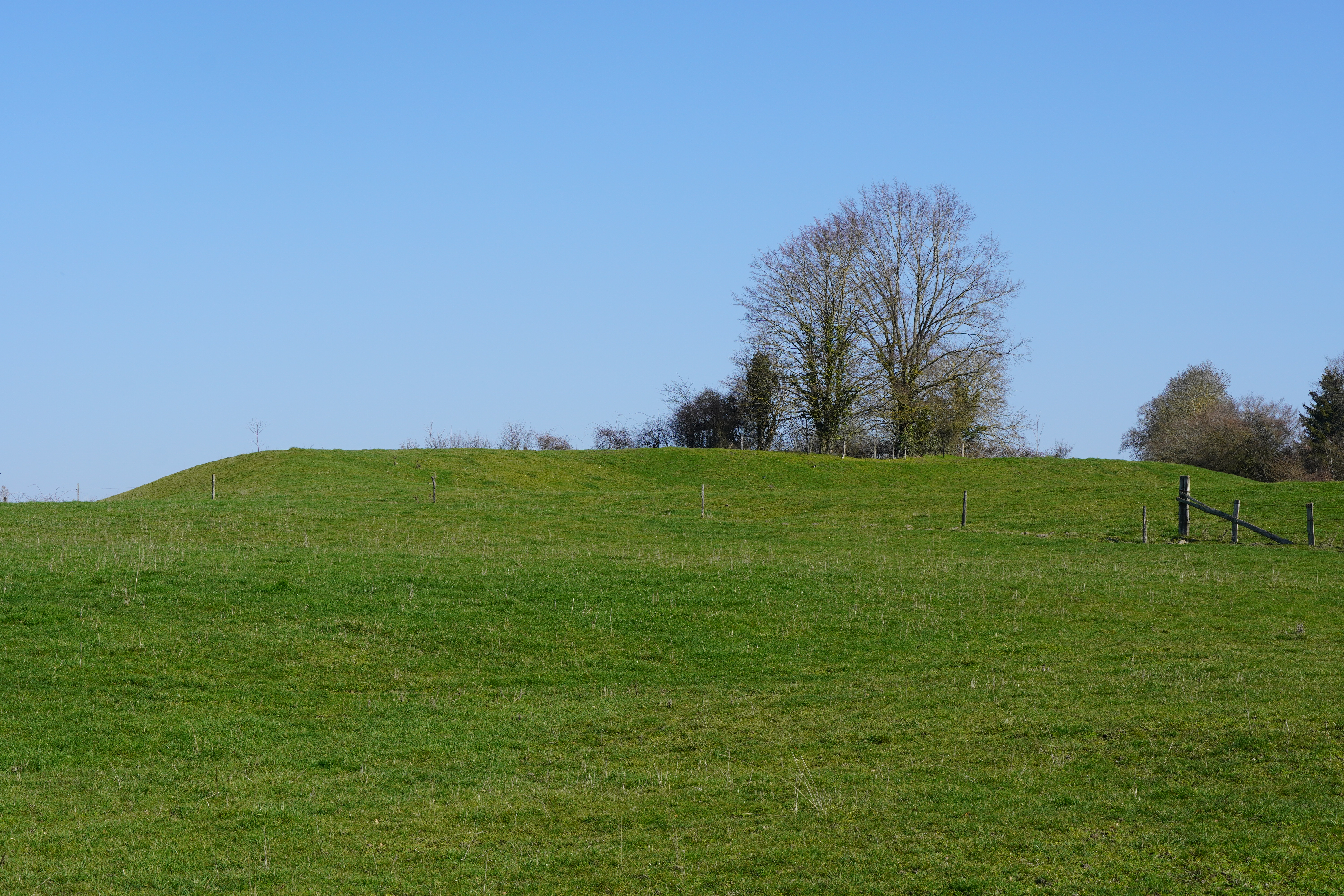
Le terril du puits de La Grille.
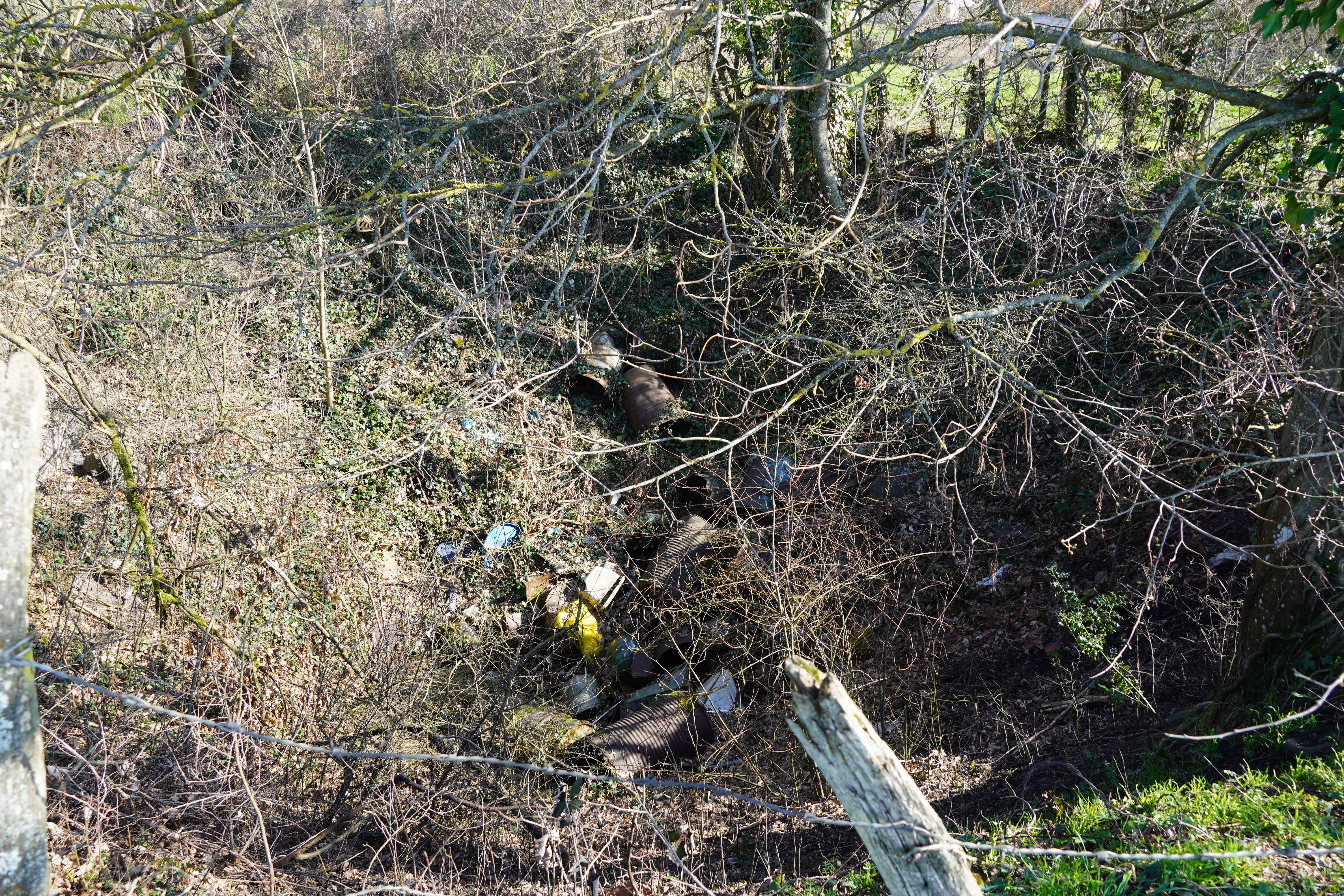
L'entoinoir formé par le puits de La Grille.
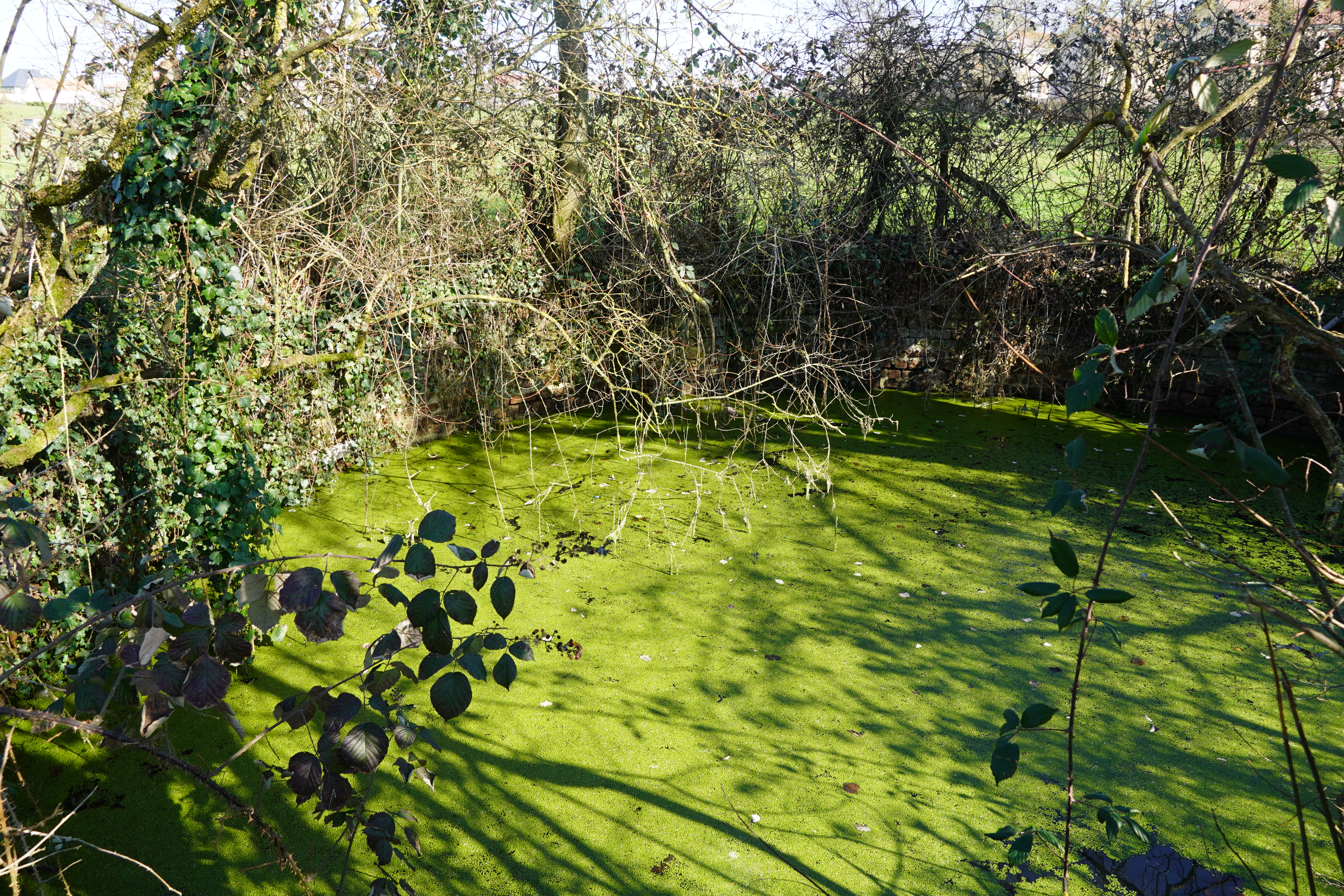
Puits secondaire inondé du puits de La Grille.
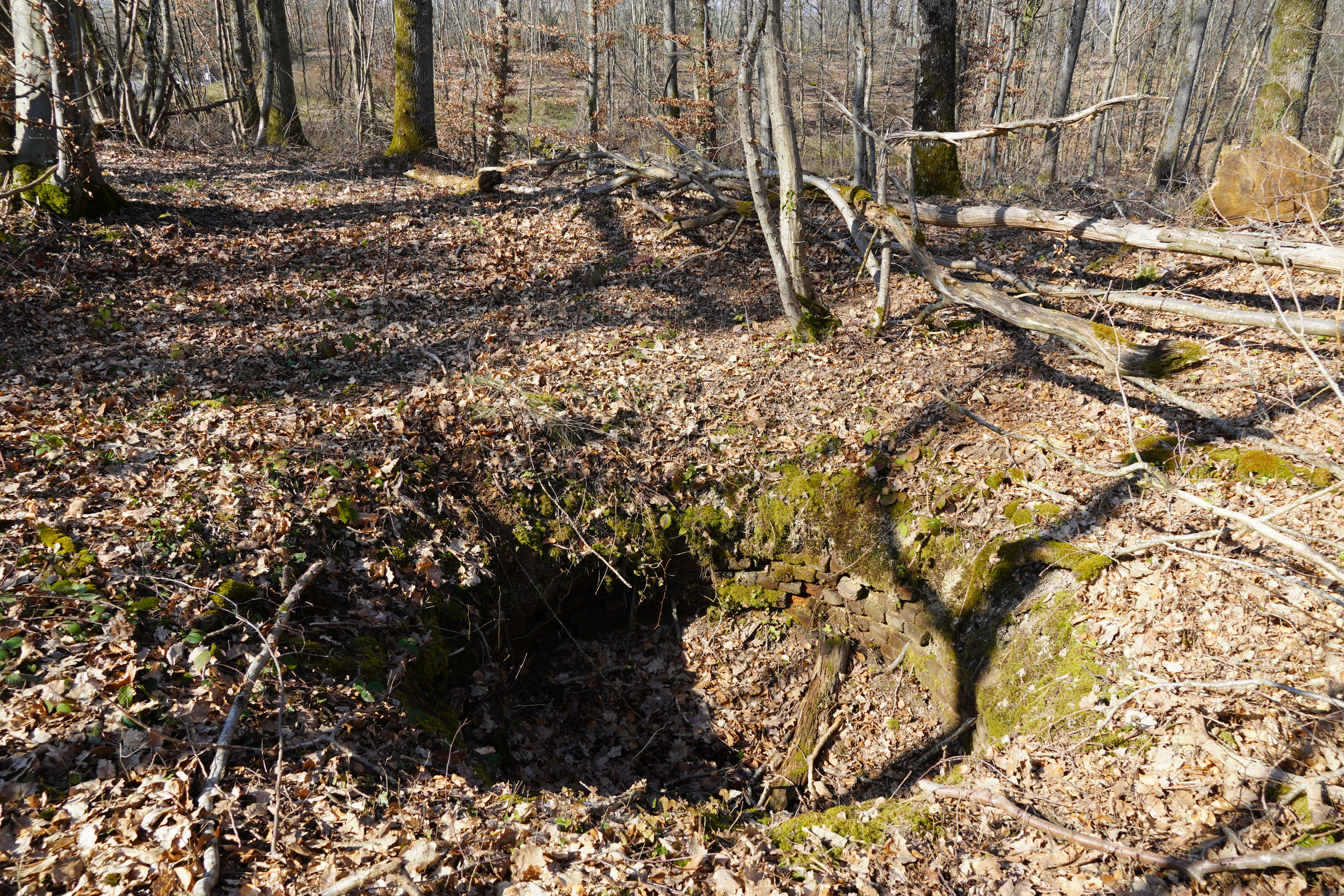
Le puits de Montaigu no 1.

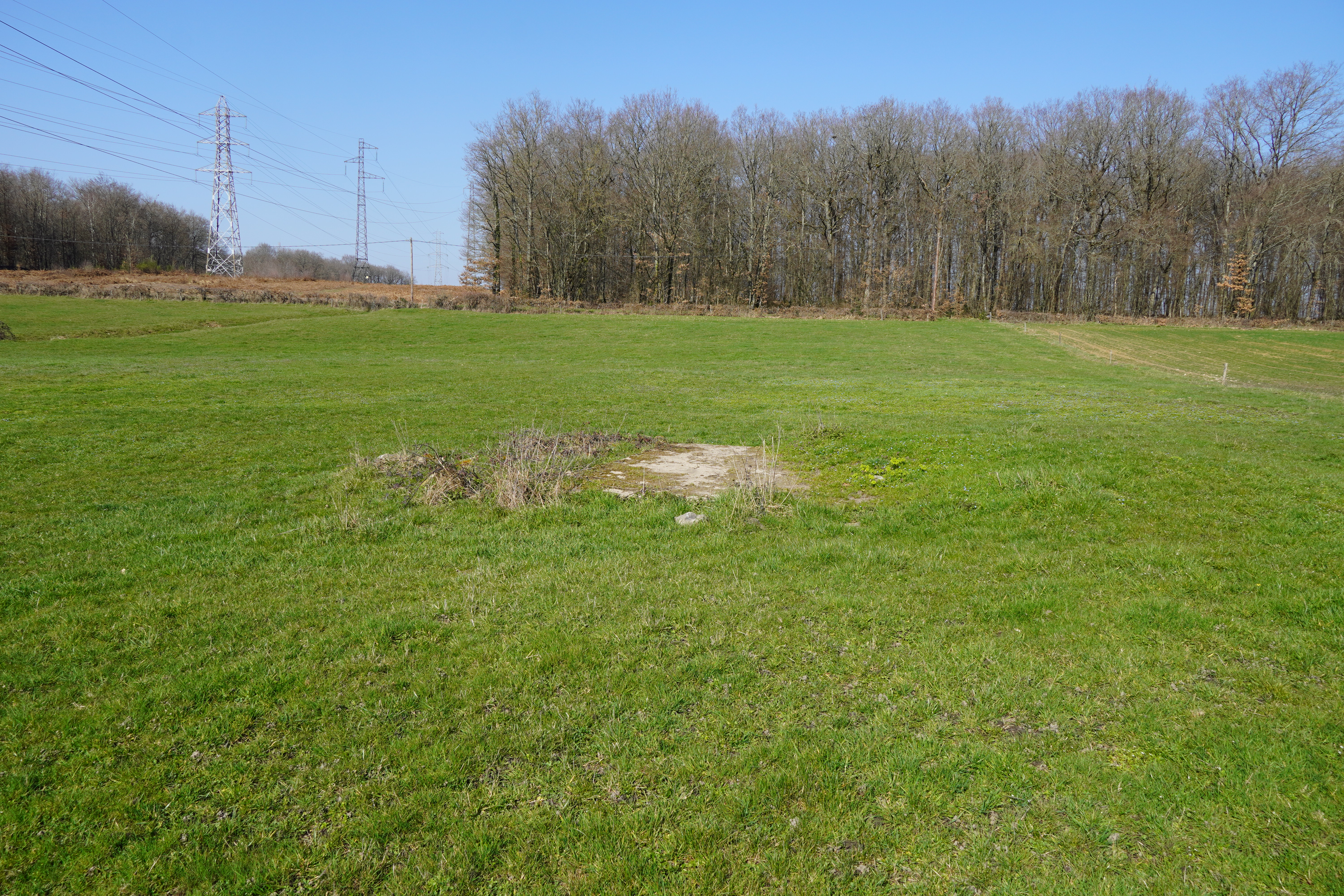
Le puits Lazare obstrué par une dalle en béton.
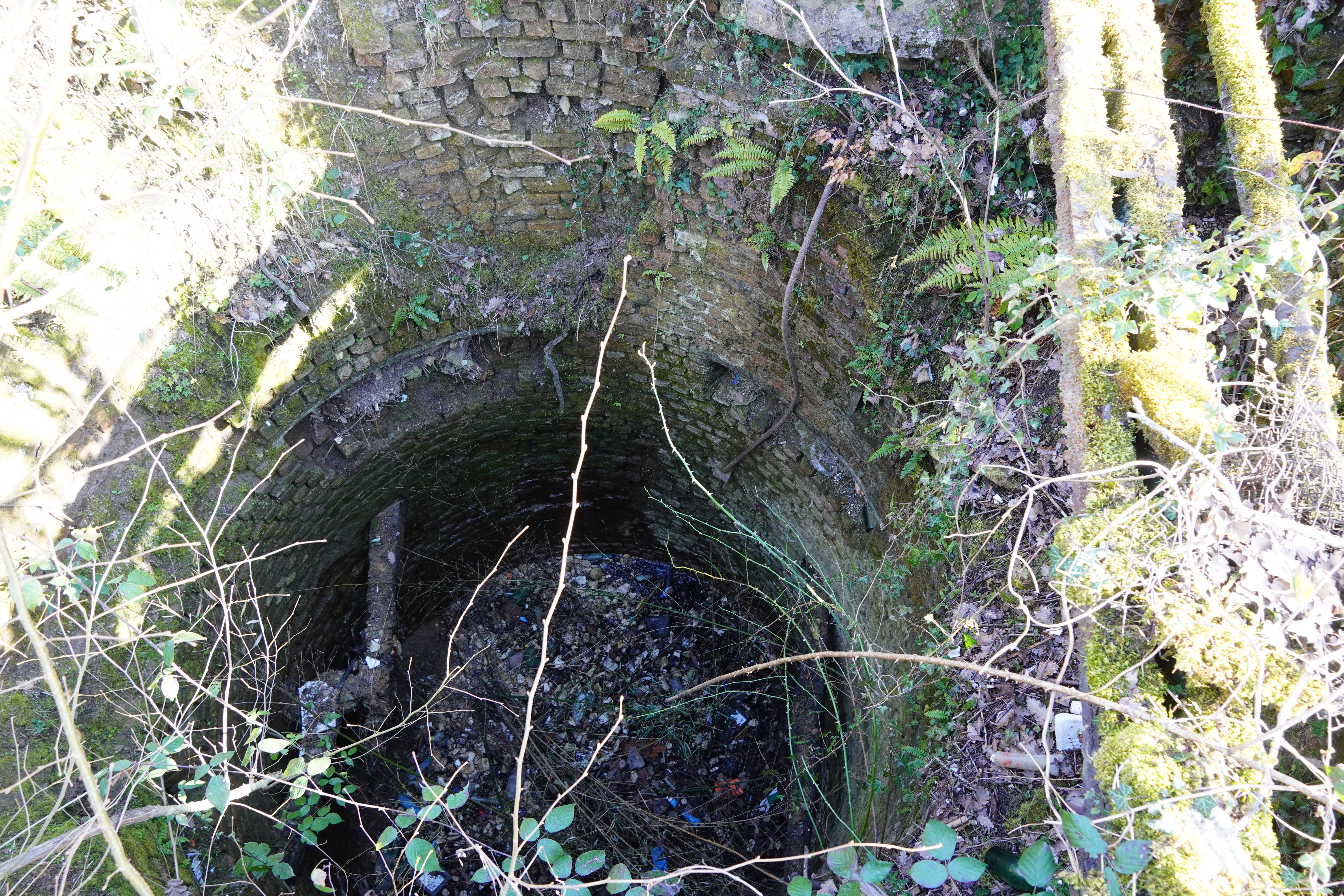
L'orifice du puits Sainte-Barbe de Montchanin.
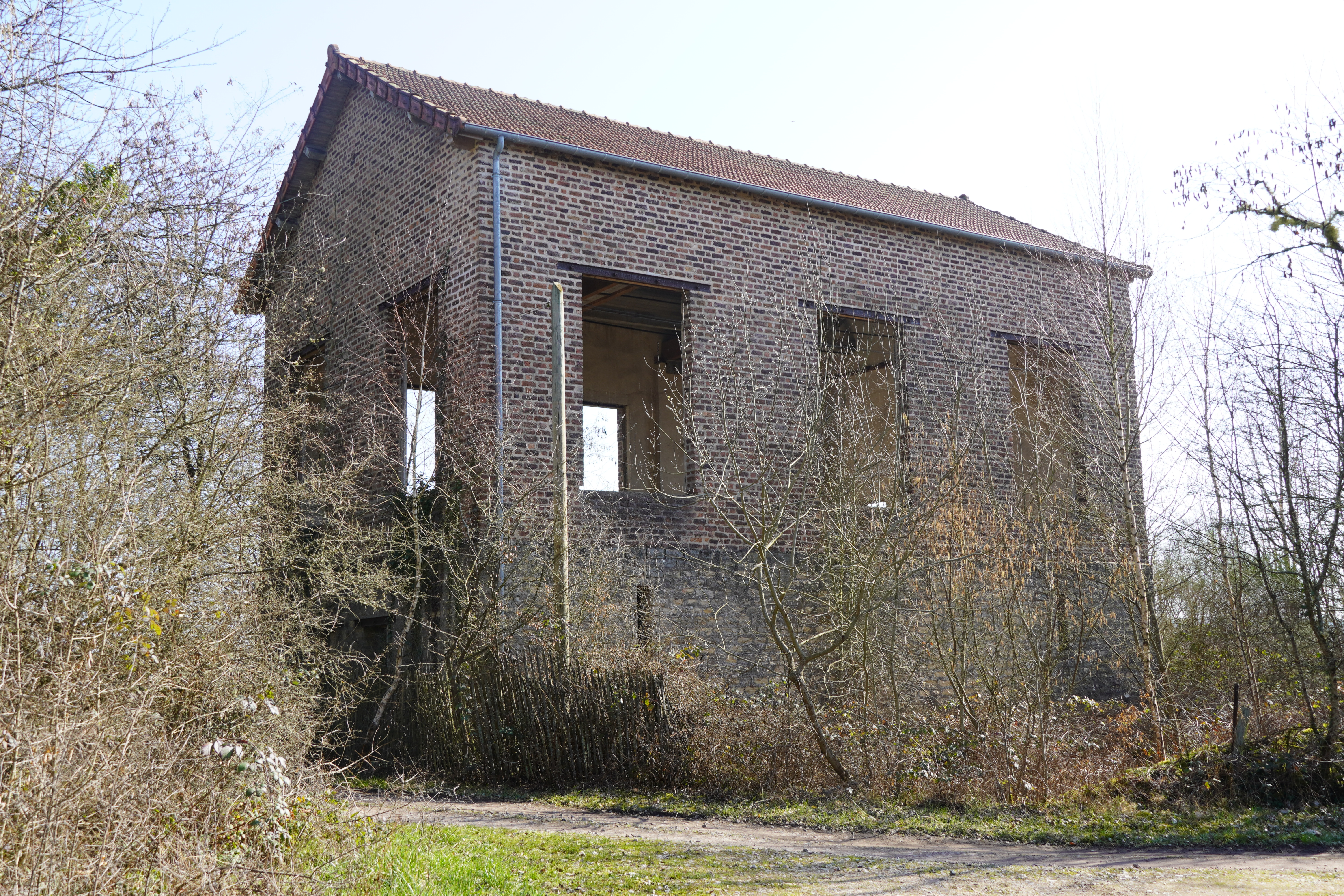
Le bâtiment de la machine d'extraction du même puits.
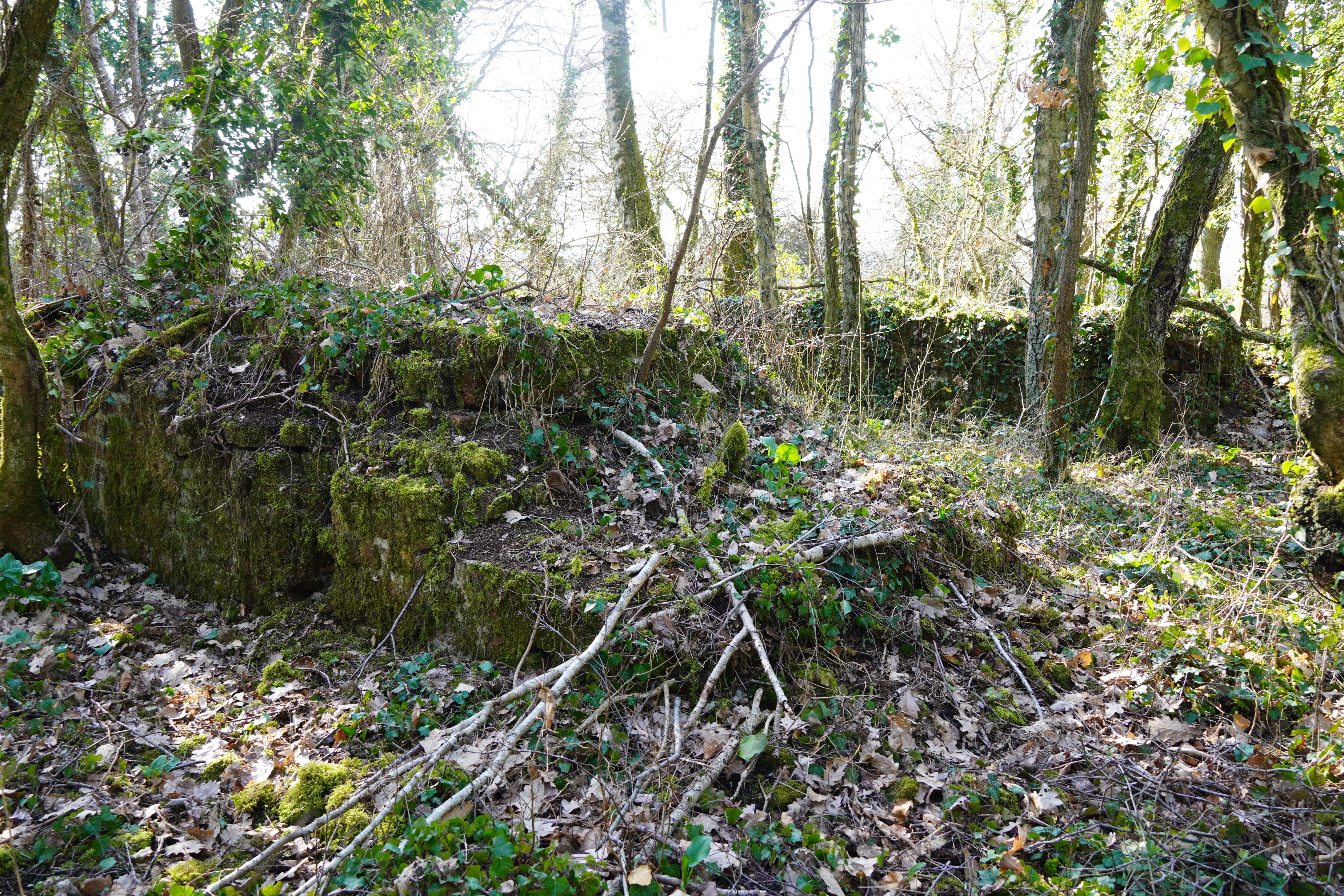
Les ruines du puits Wilson.

Vestige du puits des Mésarmes.
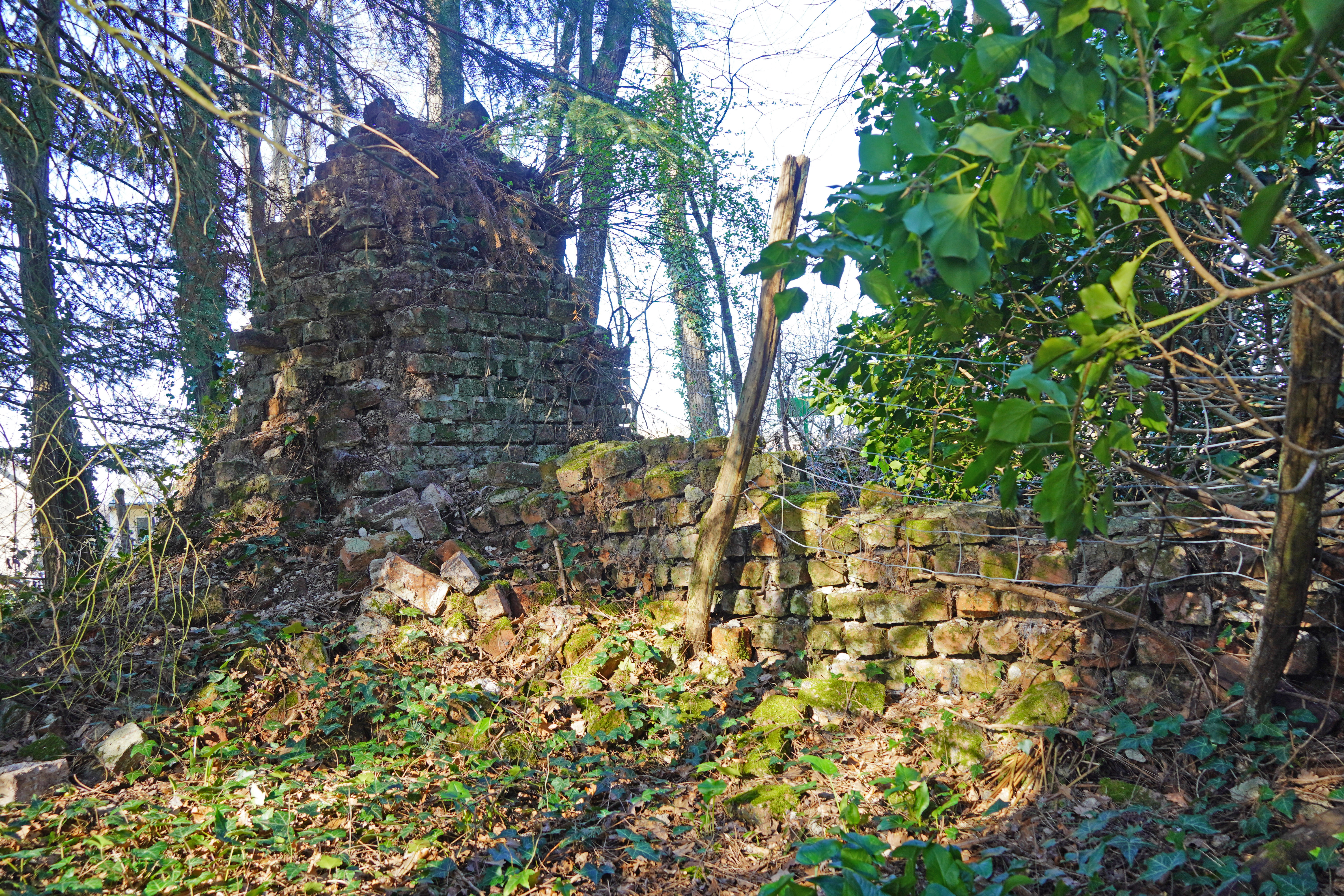
Ruines du bâtiment de recette.
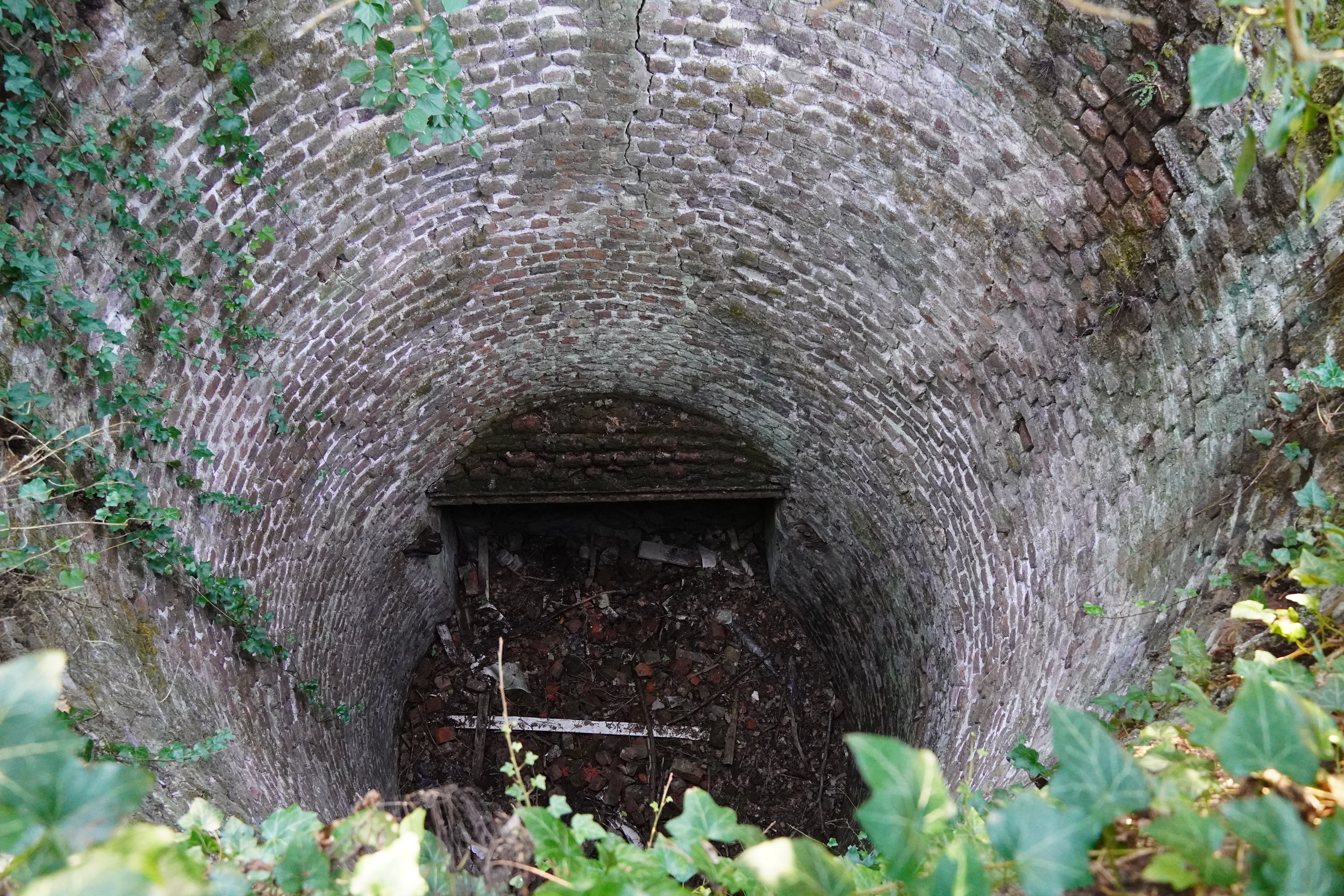
L'orifice du puits.
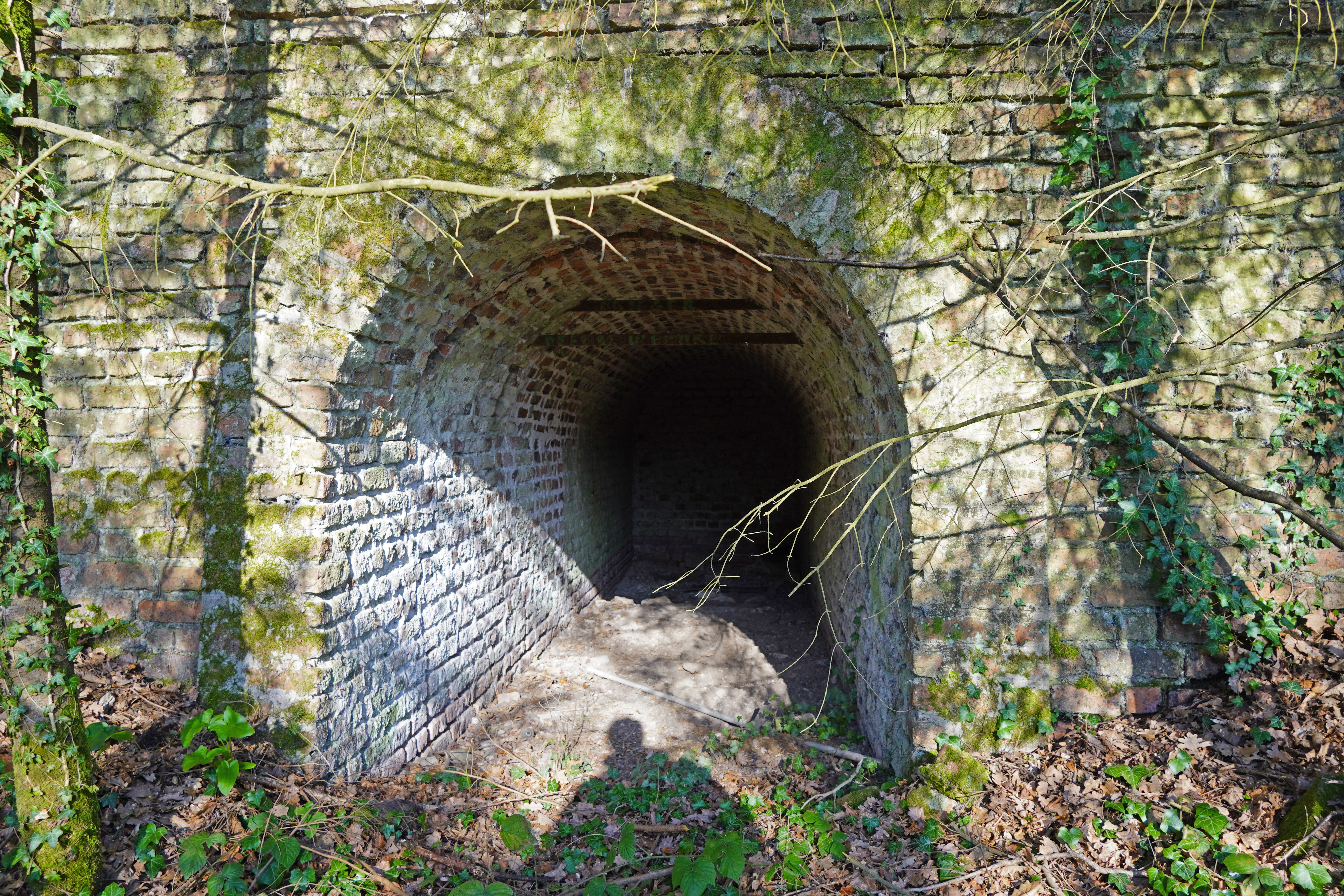
La galerie d'accès sous-terril.
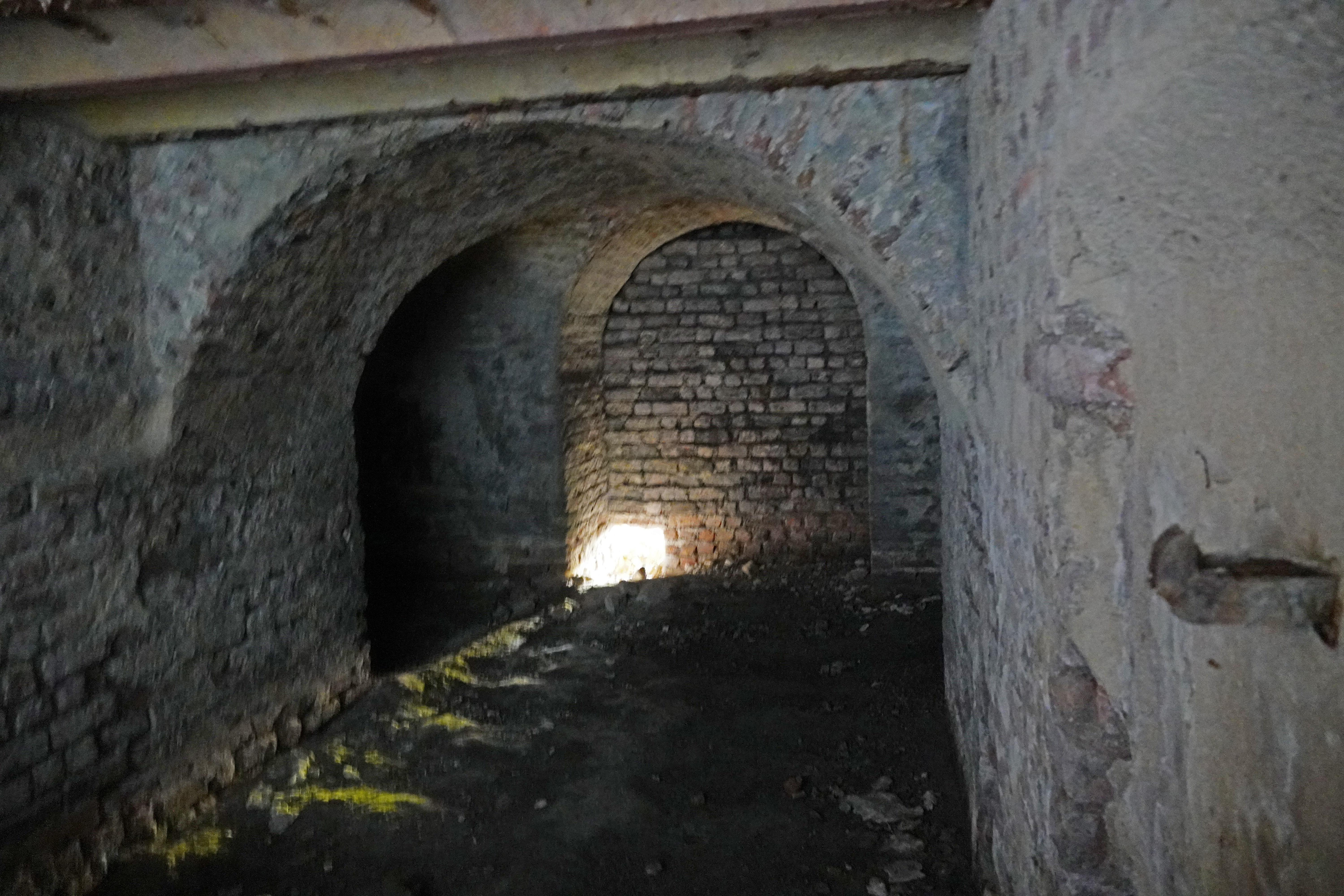
Recette sous-terril.